# Hjernekassen (radioprogram)
 For alternative betydninger, se Hjernekassen. (Se også artikler, som begynder med Hjernekassen)
Hjernekassen på P1 var et dansk radioprogram med Peter Lund Madsen, hvor han havde forskellige eksperter i studiet for at fortælle om en række emner om alt fra sygdomme og naturvidenskab til dans og kunsthistorie.
Programmet blev sendt hver tirsdag på P1. Det første program blev sendt den 4. marts 2013, og efterfølgende blev der produceret over 500 programmer.
Flere gange har gæsterne været modtagere af EliteForsk-prisen.
I 2016 var programmet det tredjemest populære blandt DR's radiokanaler og det mest populære på P1 med 1.594.500 lyttere, hvilket var dobbelt så mange som det fjerdemest lyttede. Programmet vedblev at være blandt DR's mest populære podcasts.

## Programmer

### 2013
| Først sendt   | Emne                                             | Eksperter |
| ------------- | ------------------------------------------------ | --- |
| 4. marts      | Videnskabsformidlingens kunst                    | Thomas Thaulov Raab, mag. art, forfatter og foredragsholder Anja Cetti Andersen, astronom, astrofysiker og lektor på Dark Cosmology Centre, KU Lykke Pedersen, overlæge på Psykiatrisk Center Hvidovre. |
| 11. marts     | Verden er fuld af myrer                          | Anna Laurina Kornum, cand. mag. i filosofi og biologi Jette Holt, hygiejnesygeplejerske og national rådgiver, Central Enhed for Infektionshygiejne ved Statens Serum Institut Michael J.D. Linden-Vørnle, astrofysiker og chefkonsulent, Institut for Rumforskning og -teknologi ved DTU                                                            |
| 18. marts     | Generne og menneskehjernen                       | Troels Kjær, dr.med. og overlæge på neurofysiologisk klinik på Rigshospitalet Niels Tommerup, professor og dr.med. på Inst. for Cellulær og Molekylær Medicin ved KU Peter Vuust, professor ved Det Jyske Musikkonservatorium og lektor på klinisk institut ved AU                                                                                  |
| 25. marts     | Debutanterne og de kloge dyrs dag                | Henrik Bringsøe, IT-mand og herpetolog på hobbyplan Per Kær Møller, seniorrådgiver i et pengeinstitut i Roskilde og brevdueentusiast Tinna Møller, webdesiglinjen på Horsens Produktionshøjskole og nørder køer i sin fritid |
| 8. april      | I universets tegn                                | Anja Cetti Andersen, astrofysiker Michael Linden-Vørnle, astrofysiker Hans Ulrik Nørgaard-Nielsen, seniorforsker |
| 15. april     | En hyldest til ingeniørerne og deres opfindelser | Allan Larsen Lars René Lindvold, seniorforsker Thomas Bolander, forsker |
| 22. april     | Gavebutikken                                     | Mikkel Grabowski, cand. mag i Afrikastudier og lærer i historie, religion og musik Erik Nicolaisen Høy, bibliotekar på Københavns Hovedbibliotek Torben Steiniche, overlæge, dr. med på Århus Universitetshospital og klinisk professor i patologi på Institut for Klinisk Medicin på Det Sundhedsvidenskabelige Fakultet, AU                       |
| 29. april     | Hjerneprisen                                     | Kim Krogsgaard, læge og dr.med. og direktør for The Brain Prize Nanna Hovelsø, farmaceut og ErhvervsPhD-studerende Albert Gjedde, professor og leder af Institut for Neurovidenskab og Farmakologi, KU |
| 11. maj       | Dengang universet var ungt                       | Anja Cetti Andersen, astronom, astrofysiker og lektor på Dark Cosmology Centre på Niels Bohr Instituttet, KU Michael Linden-Vørnle, astrofysiker og chefkonsulent på Institut for Rumforskning og -teknologi, DTU Hans Ulrik Nørgaard-Nielsen, leder af Planck-projektet i Danmark og seniorforsker på Institut for Rumforskning og -teknologi, DTU |
| 13. maj       | Live Special                                     | Lykke Pedersen, overlæge på Psykiatrisk Center Hvidovre Shema Bouazzi, medicinstuderende, KU Rane Willerslev, professor i antropologi, AU |
| 21. maj       | Ingeniørernes dag                                | Allan Larsen, civilingeniør hos COWI Thomas Bolander, forsker i logik og kunstig intelligens, lektor på Institut for Matematik og Computervidenskab, DTU Lars René Lindvold, seniorforsker på Center for Nukleare Teknologier, DTU |
| 25. maj       | Psykoterapiens væsen                             | Pia Glyngdal, psykiater og klinikchef på Psykiatrisk center Hvidovre Morten Kistrup, klinisk psykolog Stig Poulsen, lektor i klinisk psykologi ved Institut for Psykologi, KU |
| 27. maj       | En verden i billeder                             | Hanne Kassandra Skipper, afspændingspædagog og kursusleder Ove Gibskov, blind og journalist Jens Frederiksen, studielektor på Kunstakademiets Arkitektskole |
| 3. juni       | Ph.d. cup i formidling                           | Tea Torbenfeldt Bengtsson, ph.d., KU Camilla Stampe Jensen ph.d., KU Morten Fenger ph.d., KU |
| 10. juni      | Vidner                                           | Thomas Thaulov Raab, forfatter Morten Erritzøe Christensen, advokat Karsten Bo Knudsen, landsdommer |
| 17. juni      | Lugtesansen og Japan                             | Nanna Simonsen, kogebogsforfatter Sofie Ivan Andersen, Japan-ekspert |
| 24. juni      | Den store sommer                                 | Michael Broberg Palmgren, professor ved Institut for Plante- og Miljøvidenskab, KU Jan Rosiek, professor ved Institut for Nordiske Studier og Sprogvidenskab, KU Finn Jul Hjortsøe, taxavognmand og forfatter |
| 5. august     | John Mogensen på Sejerø                          | James Rasmussen, medlem af gruppen Four Jacks Svend Enevoldsen, tidligere ejer af Café Halvvejs Henrik Smith-Sivertsen, ph.d. |
| 12. august    | Hvordan er det at være sindssyg?                 | Simon Dec, fitnessinstruktør Christina Willadsen, trivselspædagog Mads Trier-Blom, fysioterapeut og informationsmedarbejder |
| 19. august    | Motorsport                                       | Tommy Schröter, motorsportscoach Peter Jæger, teamchef Martin Jensen, racerkører |
| 26. august    | Lyttereksperter                                  | Lars Thorndahl Larsen, pensionist Troels V. Østergaard Lars Nielsen |
| 2. september  | Besøg fra Medicinsk Museion                      | Jesper Vaczy Kragh, lektor Karin Tyberg, lektor Adam Bencard, adjunkt |
| 9. september  | Var Anders Behring Breivik sindssyg?             | Kristina Milting, Psykiatrisk Center Glostrup Igor Petrov, Psykiatrisk Center Hvidovre René Sjælland, Psykiatrisk Center Hvidovre Lars Siersbæk Nilsson, Psykiatrisk Center Hvidovre |
| 16. september | Hvor er ingeniørerne?                            | Charlotte Rønhof, underdirektør i Dansk Industri Thomas Bjørnholm, prorektor for forskning og innovation på KU Jannik Johansen, rektor ved Frederiksberg Gymnasium og formand for Experimentarium |
| 23. september | Døden på Sorte Hest                              | Hans Ole Madsen, fotograf Leif Lønsmann, koncerthuschef for DR Anders Lund Madsen, journalist |
| 30 september  | Menneskets oprindelse og udviklingshistorie      | Pia Bennike, biologisk antropolog Peter K.A. Jensen, overlæge Hans Christian Petersen, lektor |
| 7. oktober    | Hjernen og fordomme                              | Nils Freitag, journalist på Radio MS Sarah Glerup, kommunikationsmedarbejder hos Enhedslisten |
| 14. oktober   | Rosenkjærprisen                                  | Søren Mørch, historiker Bente Klarlund Pedersen, professor og overlæge Eske Willerslev, professor og dna-forsker |
| 21. oktober   | Om radio og mumier                               | Rasmus Gregersen, ekspert i musikgruppen Coldplay Niels Lynnerup, professor i retsmedicin, KU Bjarne D. Nielsen, formand for Ringsted Radiomuseum |
| 28. oktober   | Ordblindhed                                      | Troels W. Kjær, overlæge og ph.d. Poul Martin Kondrup, skibsfører Susanne Dalum, lærer, konsulent og foredragsholder |
| 4. november   | Angst                                            | Michael Hansen Hans Ole Hansen |
| 11. november  | Dyr                                              | Mogens Andersen, collection manager Jørgen Nielsen, professor emeritus Bent Lindow, palæontolog |
| 18. november  | Forbrydelse (1)                                  | Steen Holger Hansen, retsantropolog fra Retsmedicinsk Institut ved KU Bo Thisted Simonsen, retsgenetiker fra Retsmedicinsk Institut ved KU Peter Kastmand Larsen, retsantropolog fra Retsmedicinsk Institut ved KU |
| 25. november  | Mennesket og naturen                             | David Carsten Pedersen Morten Langebæk Rasmus Gregersen |
| 2. december   | Forbrydelse (2)                                  | Kurt Kragh, tidligere efterforskningsleder af Rigspolitiets Rejsehold Jørgen Johansen, tekniker ved Rigspolitiets Rejsehold |
| 9. december   | Dannelse                                         | Peter Undén, skrædder Stinne Mou, skræddersvend |
| 16. december  | Jul i Hjernekassen                               | Charlotte S.H. Jensen, juleinspektør på Nationalmuseet Inge-Mette Petersen, kokkepigen fra Frilandsmuseet Henrik Smith-Sivertsen, julemusikekspert fra Det Kongelige Bibliotek |
| 23. december  | Hvem var Jesus                                   | Søren E. Jensen, hjælpepræst i Hvalsø og Særløse Anders Klostergaard Petersen, professor i religionsvidenskab Stine Munch, sognepræst ved Vor Frue Kirke |
| 30. december  | Nytår                                            | Dorte Dalgaard Morten Remar |

### 2014
| Først sendt   | Emne                                                 | Eksperter |
| ------------- | ---------------------------------------------------- | --- |
| 6. januar     | Døden fra rummet                                     | Anja Cetti Andersen, professor i astrofysiker, KU Michael Linden-Vørnle, astrofysiker og chefkonsulent, DTU Space Henning Haack, astrofysiker og lektor, KU                                                                     |
| 13. januar    | Religion og hjerneforskning                          | Jesper Sørensen, lektor Uffe Schjødt, postdoc Anders Klostergaard Petersen, professor |
| 20. januar    | Tvang i psykiatrien                                  | Lykke Pedersen, overlæge på Psykiatrisk Center Hvidovre Karen Jurlander, afdelingssygeplejerske på Psykiatrisk Center Hvidovre Knud Kristensen, landsformand for patientforeningen SIND                                         |
| 27. januar    | 50 opdagelser - højdepunkter i naturvidenskaben      | Helge Kragh, professor Morten A. Skydsgaard, museumsinspektør Tobias Wang, professor |
| 3. februar    | Historier fra Politimuseet                           | Frank Bøgh, pensioneret politimand og forfatter Dines Bogø, pensioneret bankmand, forfatter og foredragsholder Frank Strand, museumsleder på Politimuseet                                                                       |
| 10. februar   | Virus                                                | Thea Kølsen Fischer, overlæge fra Statens Serum Institut Tyra Grove Krause, overlæge fra Statens Serum Institut |
| 17. februar   | Kloge koner og mænd                                  | Kirstine Munk, folkemindeforsker Ole Pedersen, klog mand Henrik Isager, pensioneret speciallæge |
| 24. februar   | Opfindelser                                          | Jens Breinegaard, museumsinspektør på Danmarks Tekniske Museum Katrine Kot, civilingeniør og opfinder Kasper Birkeholm Munk, teamleder på Opfinderrådgivningen ved Teknologisk Institut                                         |
| 3. marts      | Intelligens hos dyr                                  | Kasper Thorup, ornitolog ved Statens Naturhistoriske Museum Lars Olsen, kurator ved Den Blå Planet, Danmarks Akvarium Asger Hobolth, lektor, ph.d., ved Bioinformatics Research Center, AU                                      |
| 10. marts     | Blandede bolcher                                     | Lene Darlie Pedersen, Barbie Museet i Vanløse Kirsten Marie Raahauge, antropolog ved Det Kongelige Danske Kunstakademis Skoler for Arkitektur, Design og Konservering Claus Clausen, cand.scient.                               |
| 17. marts     | En blandet landhandel                                | Susanne Larsen, psyko- og parterapeut Helle Fager Ehlers, forfatter og origamiekspert Jens Hannibal, overlæge ved Klinisk Biokemisk Afdeling, Bispebjerg Hospital                                                               |
| 24. marts     | Vulkaner                                             | Lars Henrik Aagaard, videnskabsjournalist på Berlingske Paul Martin Holm, geolog og lektor ved Institut for Geologi og Geografi, KU Henning Andersen, rejseleder                                                                |
| 31. marts     | "Unge forskere 2014" (de 18-21-årige)                | Albert Fuglsang-Madsen, ansat ved Lauritz.com Pernille Poulsen, studerende på Fredericia Gymnasium Helene Egebjerg Rischel, studerende på Ringsted Gymnasium                                                                    |
| 7. april      | Mørkt stof, mørk energi og neutrinoer                | Steen Harle Hansen, lektor fra Dark Cosmology Centre Peter Laursen, astrofysiker fra Dark Cosmology Centre Signe Riemer-Sørensen, postdoc fra Institutt for teoretisk astrofysikk ved Universitetet i Oslo                      |
| 14. april     | Noget uhyggeligt, noget godt og noget spændende      | Morten Krøgholt, filmproducer, journalist og musiker Cecilie Rosenlund, universitetsstuderende og brugerkonsulent i "Minvej" Per Olsen, lektor emeritus                                                                         |
| 28. april     | The Brain Prize 2014                                 | Ida Hagemann, klinikchef ved Psykiatrisk Center København, Rigshospitalet Peter Vuust, professor, Det Jyske Musikkonservatorium og Aarhus Universitet Christian Gerlach, psykolog og professor ved Syddansk Universitet         |
| 5. maj        | Sikringsafdelingen i Nykøbing Sjælland               | Per Balling, overlæge Susanne Maria Møller-Madsen, ledende overlæge |
| 12. maj       | Hvordan er det at flytte til Danmark?                | Sara Behbahani (født i Iran), Global Project Manager hos Novo Nordisk Russel Adel Ahmed (født i Irak), læge på Nykøbing Falster Sygehus Aslak J. Unger-Downing (født i Norge), lærer ved Rudolf Steinerskolen i Kvistgård       |
| 19. maj       | Følger efter hovedtraumer                            | Jon Kaldan, journalist Jesper Kelsen, læge ved Rigshospitalets Neurocenter Hysse Forchhammer, neuropsykolog og leder af Neurologisk Afdeling på Glostrup Hospital                                                               |
| 26. maj       | De gamle grækere                                     | Jakob Leth Fink, postdoc ved Saxo-Instituttet, KU |
| 2. juni       | Lyd                                                  | Anders Gade, civilingeniør og lydtekniker Morten Büchert, producer Kristoffer Jensen, lektor |
| 16. juni      | Ph.d. Cup 2014                                       | Agnes Ringer, cand.psych. Carsten Kirkeby, postdoc Eva Greibe, postdoc |
| 23. juni      | En samtale med Søren Ulrik Thomsen om ondskab        | Søren Ulrik Thomsen, forfatter |
| 4. august     | Sommertur til Molerklinterne ved Limfjorden          | Bent Lindow Morten Remar Henrik Madsen, leder af Moler Museet i Nykøbing Mors |
| 11. august    | Er der liv på andre planeter?                        | Torben Arentoft, lektor ved Institut for Fysik og Astronomi, AU Kjartan Kinch, postdoc ved Astrofysik og Planetforskning, Niels Bohr Institutet Steen Eiler Jørgensen, cand.scient. i fysik ved Sciencetalenter                 |
| 18. august    | Insekter                                             | Thomas Pape, lektor ved Statens Naturhistoriske Museum Cornelius Grimmelikhuijzen, professor ved Biologisk Institut, KU Jes Søe Pedersen, lektor ved Biologisk Institut, KU                                                     |
| 25. august    | De allerførste danskere                              | Morten Fischer Mortensen, ph.d. og forsker Mikkel Sørensen, lektor Kristoffer Buck Pedersen, overinspektør |
| 1. september  | Bipolar affektiv sindslidelse                        | Ida Hagemann, klinikchef ved Psykiatrisk Center København, Rigshospitalet Mads Trier-Blom, ansat ved PsykInfo, recovery mentor og foredragsholder                                                                               |
| 8. september  | "Meningen med livet?"                                | Christoffer Boserup Skov, filosof og forfatter |
| 15. september | Thomas Bredsdorff                                    | Thomas Bredsdorff, litterat og professor i nordisk litteratur ved KU |
| 22. september | Psykiatrifonden                                      | Anne Lindhardt Tina Christensen Charlotte Diamant |
| 29. september | Kopper (variola)                                     | Henrik Permin, overlæge, dr.med. Niels Høiby, professor |
| 6. oktober    | Talenternes dag                                      | Jakob Freek Engstrøm, bygningskonstruktør Lis Mellemgaard Louis Juel Gertz Henrik Bjørn Nielsen |
| 13. oktober   | Gundestrupkedlen                                     | Flemming Kaul, museumsinspektør ved Rævemosen og Vesthimmerlands Museum i Aars Bjarne Henning Nielsen, museumsinspektør ved Rævemosen og Vesthimmerlands Museum i Aars                                                          |
| 20. oktober   | Hemmelige lsd-forsøg                                 | Alex Frank Larsen, journalist og forfatter |
| 27. oktober   | Demens                                               | Steen Hasselbalch, professor, dr.med., ved Nationalt Videnscenter for Demens Gunhild Waldemar, professor, dr.med., ved Nationalt Videnscenter for Demens Karen Tannebæk, uddannelsesleder ved Nationalt Videnscenter for Demens |
| 3. november   | Live på universitets-tour (1) - Aalborg Universitet  | Hans Hüttel, lektor Kim Toft Hansen, adjunkt Winnie Jensen, lektor |
| 10. november  | Jægerstenalderen                                     | Christian J. Thomsen, museumsdirektør på Nationalmuseet Kristoffer Buck Pedersen, museumsinspektør og arkæolog på Nationalmuseet Morten Fischer Mortensen, museumsinspektør og biolog på Nationalmuseet                         |
| 17. november  | Live på universitets-tour (2) - Syddansk Universitet | Emma Hammarlund, postdoc, biolog og geokemiker Jens Ringsmose, lektor René Lynge Eriksen, lektor Ole Albrektsen, lektor |
| 24. november  | Hverdagens psykopater                                | Henrik Day Poulsen, overlæge og psykiater Mikkel Severin, kropssprogsekspert |
| 1. december   | Live på universitets-tour (3) - Aarhus Universitet   | Troels Skrydstrup, professor og kemiker Rubina Raja, professor og arkæolog Leif Østergaard, professor og overlæge |
| 8. december   | Dansk mad                                            | Caroline Nyvang, madhistoriker Adam Aamann Christensen, kok |
| 15. december  | Guldhornene                                          | Morten Axboe, museumsinspektør Anne Katrine Gjerløff, historiker |
| 22. december  | Jul                                                  | Jesper Theilgaard, meteorolog Else Marie Kofod, vicenationalsamlingschef "Julemanden" |
| 29. december  | Har mennesket en fremtid?                            | Michael Linden-Vørnle, astrofysiker Jeanette Varberg, museumsinspektør på Moesgaard Museum ved Aarhus Preben Mejer, it-spåmand                                                                                                  |

### 2015
| Først sendt   | Emne                                                                         | Eksperter |
| ------------- | ---------------------------------------------------------------------------- | --- |
| 5. januar     | Live på universitets-tour (4) - Københavns Universitet                       | Susanne Ditlevsen, matematiker og statistiker Astrid Pernille Jespersen, etnolog Mette Birkedal Bruun, teolog |
| 12. januar    | Krig                                                                         | Peter Viggo Jakobsen, lektor ved Institut for Strategi, Forsvarsakademiet |
| 19. januar    | Skizofreni                                                                   | Julie Nordgaard Frederiksen, ph.d., overlæge ved Psykiatrisk Center Hvidovre Dorthe Randi Schmidt, psykoterapeutstuderende, ambassadør for EN AF OS |
| 26. januar    | Filmvidenskab                                                                | Peter Schepelern, filmforsker og forfatter |
| 2. februar    | Korruption                                                                   | Mette Frisk Jensen, ph.d., leder af danmarkshistorien.dk Christian Bjørnskov, professor ved Institut for Økonomi, Aarhus Universitet |
| 9. februar    | Kommunikation                                                                | Kresten Bjerg, forfatter Torben V. Schroeder, professor, overlæge, dr.med. |
| 16. februar   | Hvad er kultur?                                                              | Kirsten Hastrup, professor ved Institut for Antropologi, KU Martin Zerlang, professor ved Institut for Kunst- og Kulturvidenskab, KU |
| 23. februar   | Hovedpine                                                                    | Messoud Ashina, professor Mohammed Amin, læge, ph.d., på Dansk Hovedpinecenter på Glostrup Hospital |
| 2. marts      | Teknologihistorie                                                            | Henry Nielsen, lektor emeritus Kristian Hvidtfeldt Nielsen, lektor Keld Nielsen, lektor Hans Siggaard Jensen, professor |
| 9. marts      | Revisorhjørnet                                                               | Daniel Valbjørn, operativ leder i revisionsfirmaet Deloitte Anders Lillelund, statsautoriseret revisor Anette Primdahl Jakobsen, studerer til statsautoriseret revisor |
| 16. marts     | The Brain Prize 2015                                                         | Kim Krogsgaard, direktør for Fonden for Grete Lundbecks Europæiske Hjerneforskningspris Jørn Dybkjær Hounsgaard, professor Martin Lauritzen, professor |
| 23. marts     | Hypnose                                                                      | Jan Hellesøe, vært på tv-programmet Fuckr med dn hjrne Jeppe Schjøtz, scenehypnotisør Bobby Zachariae, cand.psych. |
| 30. marts     | Lars von Trier                                                               | Lars von Trier, filminstruktør Anders Lund Madsen, journalist |
| 13. april     | "Rummet, raketter og fossiler"                                               | Anja Cetti Andersen, astrofysiker Kjartan Kinch, Mars-forsker Henrik Madsen, fossiljæger |
| 20. april     | Ph.d.-cup 2015                                                               | Morten Kyed, Institut for Sociologi og Socialt Arbejde ved Aalborg Universitet Mia Beck Lichtenstein, Institut for Psykologi ved Syddansk Universitet Johan Andersen-Ranberg, biokemiker på Institut for Plante- og Miljøvidenskab ved KU                                         |
| 27. april     | Vidensformidling                                                             | Lone Frank, ph.d., forfatter Dennis Nørmark, antropolog, forfatter Tor Nørretranders, forfatter |
| 4. maj        | Danmarks besættelse 1940-45                                                  | Thomas Harder, historiker og forfatter |
| 11. maj       | En videnskabelig lykkepose                                                   | Anne Løkke, historiker og professor ved Saxo-Instituttet og leder af BioHistory Group Lene Oddershede, biofuýsiker og professor på Niels Bohr Institutet og leder af grundforskningscentret StemPhys                                                                              |
| 18. maj       | "Skod-Radio"                                                                 | Morten Kabell, teknik- og miljøborgmester i Københavns Kommune Sara Klink Wæver, konsulent i Hold Danmark Rent, Friluftsrådet Andreas Maaløe Jespersen, forsker i nudging, ph.d.-studerende ved Roskilde Universitetscenter                                                       |
| 1. juni       | Tegneserier                                                                  | Jakob Stegelmann, tegneserieekspert og vært i Troldspejlet Ole Knudsen, tidligere tegneseriesamler og udviklingschef i Gyldendal Laila Jerming Jespersen, formand for dansk Donaldist-Forening                                                                                    |
| 8. juni       | Eske Willerslev                                                              | Eske Willerslev, professor, dr.scient. og leder af Center for GeoGenetik, Statens Naturhistoriske Museum |
| 15. juni      | Tillid                                                                       | Gert Tinggaard Svendsen, professor ved Institut for Statskundskab, Aarhus Universitet |
| 22. juni      | Mesterkokke                                                                  | Adam Aamann Christensen, kok og indehaver af Aamanns Francis Cardenau, kok og leder af Le Sommelier, Umami og Mash Rasmus Kofoed, kok og medejer af Geranium |
| 3. august     | Humor på hjernen                                                             | Ole Sønnichsen, forfatter Jakob Steen Olsen, forfatter Rikke Rottesten, forfatter |
| 10. august    | Martin Bigum                                                                 | Martin Bigum, billedkunstner |
| 17. august    | Hjernen og virkeligheden                                                     | Thomas Thaulov Raab, mag.art., forfatter |
| 24. august    | Drømme                                                                       | Susanne Lunn, cand.psych., lektor ved Institut for Psykologi, KU, og formand for Dansk Psykoanalytisk Selskab |
| 31. august    | Smerte                                                                       | Troels Staehelin Jensen, professor ved Dansk Smerteforskningscenter, centerleder af International Diabetic Neuropathy Consortium (IDNC), Aarhus Universitetshospital Gitte Handberg, overlæge ved Smertecenter Syd, Odense Universitetshospital, og formand for Dansk Smerteforum |
| 7. september  | Soldater med krigstraumer                                                    | Carsten Lykke, førtidspensionist og Balkan-veteran Jimmy Solgaard, journalist og Afghanistan-veteran Anne Lillelund, krisepsykolog og tidligere militærpsykolog |
| 14. september | Hjemløse                                                                     | Csaba Setét, hjemløs Simon Nielsen, hjemløs |
| 21. september | Ældre damer                                                                  | Kirsten Lund Madsen (85 år), tidligere sygeplejerske Bodil Wilstrup Hansen (81 år), tidligere fysioterapeut Birte Bruzelius (84 år), tidligere sygeplejerske Bodil Svendsen (93 år), tidligere privatskolelærer                                                                   |
| 28. september | Tintin                                                                       | Søren Vinterberg, journalist, forfatter og Tintin-ekspert Anders Østergaard, filminstruktør og Tintin-ekspert |
| 5. oktober    | OCD                                                                          | Carsten Stoemann Rasmussen, OCD-foreningen Bettina Broni, OCD-foreningen Clas Winding Christensen, overlæge ved Psykiatrisk Center København |
| 12. oktober   | Stevns Klint - UNESCO Verdensarv                                             | Lars Stemmerik, professor ved Statens Naturhistoriske Museum, KU |
| 19. oktober   | Sture Ragnar Bergwall alias Thomas Quick - den formodede svenske seriemorder | Karl Erik Sandsten, læge, cand.med. |
| 26. oktober   | Hobbyhjørnet                                                                 | Jacob Stoppel, plasticmodelbygger Sanne Bjerregaard, strikkeekspert Ole Vedel Ulrich, frimærkesamler |
| 2. november   | Ensomme unge                                                                 | Mia Nilsson Louise Andersen Fransiska Mannerup |
| 9. november   | Hjertesygdomme                                                               | Michael Vinther, overlæge ved Hjertemedicinsk Afdeling S, Gentofte Hospital Christian Hasager, overlæge ved Kardiologisk Afdeling B, Rigshospitalet Finn Gustafsson, overlæge ved Hjertemedicinsk Klinik, Rigshospitalet                                                          |
| 16. november  | Autismespektrumforstyrrelser                                                 | Anne Skov Jensen |
| 23. november  | Pårørende til sindslidende                                                   | Knud Kristensen, formand for Landsforeningen SIND |
| 30. november  | High fidelity                                                                | Leif Hansen, hi-fi ekspert Allan Bjerregaard, hi-fi ekspert Claus Hensing, hi-fi ekspert |
| 7. december   | The Beatles                                                                  | Arno Guzek, formand for fanklubben Beatles Again Birger Svanholt, bassist i RubberBand (som spiller Beatles kopimusik) Henrik Smith-Sivertsen, ekspert i populærmusik |
| 14. december  | Misbrug                                                                      | Henrik Rindom, overlæge fra Stofrådgivningen |
| 21. december  | Flora Danica                                                                 | Henning Knudsen, kurator for svampeherbariet, Statens Naturhistoriske Museum, KU, og bestyrer af Statens Naturhistoriske Museums bibliotek |
| 28. december  | Fængsler                                                                     | William Rentzmann, tidligere direktør for Kriminalforsorgen |

### 2016
| Først sendt   | Emne                                                           | Eksperter |
| ------------- | -------------------------------------------------------------- | --- |
| 4. januar     | Emotionel ustabil personlighedsforstyrrelse af borderline type | Sara-Louise Corns |
| 11. januar    | Dannelse 1                                                     | Esben Lunde Larsen, Uddannelse- og forskningsminister |
| 18. januar    | Naturvidenskab og den virkelige verden                         | Birger Brodin Larsen, lektor ved Institut for Farmaci, KU Johan Olsen, forsker ved Biologisk Institut, KU, skuespiller og forsanger i Magtens Korridorer |
| 25. januar    | Naturvidenskabelig dannelse                                    | Jeppe C. Dyre, professor i fysik |
| 1. februar    | Teenagere                                                      | Fie Hørby, familieterapeut Ellen Krøgholt, teenager Emma Lammert Nielsen, teenager Nikoline Krøgholt Schmelling, teeanger Willi Findsen, teenager |
| 8. februar    | Erhvervet hjerneskade og rehabilitering                        | Aase Engberg, speciallæge i neurologi, Center for Hjerneskade Andreas Binderup Thomsen, kommunikationsmedarbejder, Jobcenter København, Ungecentret Niels-Anton Svendsen, landsformand i Hjerneskadeforeningen                                                 |
| 15. februar   | Dannelse 2                                                     | Mattias Tesfaye, politiker og murersvend |
| 22. februar   | Recovery                                                       | Mads Fabricius |
| 29. februar   | Kalendere - skudår                                             | Michael Linden-Vørnle, astrofysiker Søren Holst, lektor i teologi |
| 7. marts      | Almenviden 1 - fysik og kemi                                   | Jess Albertsen, lærer på N. Zahles Gymnasieskole Peter Oldenburg, lærer på N. Zahles Gymnasieskole Jens Lyck, lærer på N. Zahles Gymnasieskole |
| 14. marts     | Almenviden 2 - geografi                                        | Jens Lyck, lærer Jess Albertsen, lærer Peter Oldenburg, lærer |
| 21. marts     | Almenviden 3 - biologi                                         | Peter Oldenburg, lærer Jens Lyck, lærer Jess Albertsen, lærer |
| 4. april      | Tidsopfattelse                                                 | Jan Faye, lektor i filosofi Ulrik Uggerhøj, professor i fysik og astronomi Jan W. Thomsen, lektor i fysik |
| 11. april     | Magisk mandag                                                  | Erik Bo Bruhn, tryllekunster og præsident for Magisk Cirkel Danmark Anders Lund, tankelæser og tryllekunstner Jan Hellesøe, manipulationsekspert |
| 18. april     | Skabte Gud hjernen, eller skabte hjernen Gud?                  | Johan Peter Uldall Fynbo, kristen, astronom Bent Lexner, jøde, tidligere overrabbiner |
| 25. april     | Den fjerde industrielle revolution                             | Anders Hvid, fra DareDisrupt Märtha Rehnberg, fra DareDisrupt Thomas Bolander, fra DTU |
| 2. maj        | Ph.d. cup 2016                                                 | Ida Donkin, læge og ph.d.-forsker Anne Mia Steno, antropolog og ph.d.-forsker Morten Kjærgaard, eksperimentel fysiker og ph.d.-forsker |
| 9. maj        | Kragefugle                                                     | Allan Gudio Nielsen, naturvejleder og leder i Fugleværnsfonden |
| 23. maj       | Kollektiver                                                    | Vibeke Rygård, kollektivist i 1970'erne Anne-Lise Fruelund, kollektivist i 1970'erne Ove Gaardboe, kollektivist i 1970'erne |
| 30. maj       | Museum Ovartaci                                                | Mia Lejsted, kunsthistoriker og museumsleder på Museum Ovartaci, Aarhus Universitetshospital Tal R (R står for efternavnet Rosenzweig), billedkunstner Knud Kristensen, formand for landsforeningen SIND                                                       |
| 6. juni       | Politik                                                        | Liselott Blixt, Dansk Folkeparti, MF Pernille Rosenkrantz-Theil, Socialdemokratiet, MF Michael Ziegler, Det Konservative Folkeparti, borgmester i Høje-Taastrup Kommune                                                                                        |
| 13. juni      | The Brain Prize 2016                                           | Jakob Balslev Sørensen, hukommelsesforsker og professor på Institut for Neurovidenskab og Farmakologi, KU Jean-Francois Marie Perrier, hukommelsesforsker og lektor på Institut for Neurovidenskab og Farmakologi, KU                                          |
| 20. juni      | Fremtiden - hvor er vi på vej hen?                             | Tobias Wang, professor i zoofysiologi ved Institut for Bioscience, Aarhus Universitet Anders Quitzau, innovationschef hos IBM |
| 27. juni      | Ungdomsdrømme                                                  | Nikoline Krøgholt Schmelling, ungt menneske Emma Lammert Nielsen, ungt menneske Ellen Krøgholt, ungt menneske Willi Findsen, ungt menneske |
| 8. august     | Psykiatri omkring år 1900                                      | Vibeke Rejnholt Pfeiffer, forfatter og pensioneret sygeplejerske |
| 15. august    | Diabetes (sukkersyge)                                          | Torsten Lauritzen, professor ved Institut for Folkesundhed på Aarhus Universitet og chefrådgiver for Diabetesforeningen Anders Dejgaard, direktør, World Diabetes Foundation Marit Eika Jørgensen, professor ved Steno Diabetes Center og Syddansk Universitet |
| 22. august    | Fugletur på Sejerø                                             | Allan Gudio Nielsen, naturvejleder og leder i Fugleværnsfonden |
| 29. august    | Hvad laver en anklager?                                        | Anne Birgitte Stürup, anklager |
| 5. september  | Kan man lave sjov med kræft?                                   | Christian Geo Heltboe, komiker og skuespiller Randi Krogsgaard, cand.psych., formand for patientforeningen Dansk Brystkræft Organisation Søs Egelind, komiker og skuespiller                                                                                   |
| 10. september | Teenagemonopolet                                               | Emma Lammert Nielsen, teenager Nikoline Schmelling, teenager Ellen Krøgholt, teenager Willi Findsen, teenager Fie Hørby, familieterapeut |
| 12. september | Danmark før Jellingstenen                                      | Tania Lousdal Jensen, arkæolog og presseansvarlig i Sagnlandet Lejre |
| 19. september | Skilsmisser                                                    | Annika Lillelund Fauli, skribent Lene Stephensen, psykolog |
| 26. september | Dialekter (dia'lægd)                                           | Bodil Jørgensen, skuespiller Marie Maegaard, lektor fra Nordisk Forskningsinstitut, KU Michael Ejstrup, forskningschef i sprog fra Danmarks Medie- og Journalisthøjskole                                                                                       |
| 3. oktober    | Forskning                                                      | Jens Frederik Rehfeld, dr.med. et scient., professor og overlæge ved KU og Klinisk Biokemisk Afdeling, Rigshospitalet |
| 10. oktober   | Epilepsi                                                       | Anne Sabers, professor, overlæge, dr.med. ansat ved Epilepsiklinikken, Rigshospitalet Lotte Hillebrandt, sygeplejerske og faglig konsulent i Epilepsiforeningen Johnny Gammelgaard Jensen, pædagogisk konsulent i Esbjerg Kommune                              |
| 17. oktober   | Sejerø - Lysets og glædens ø                                   | Kurt Pedersen Klaus Perkild, tilflytter Ella Rasmussen, tilflytter Betina Geissler, tilflytter |
| 24. oktober   | Dengang Valby Gasværk sprang i luften                          | Peter Wessel Hansen, arkivar fra Københavns Stadsarkiv Morten Stanley, gaschef i Hovedstadsområdets Forsyningsselskab (HOFOR) |
| 31. oktober   | Når mor eller far er psykisk syg                               | Per Bloch, forfatter Karin Garde, speciallæge i psykiatri |
| 7. november   | Store danske videnskabsfolk                                    | Johan Olsen, biokemiker, skuespiller og sanger |
| 14. november  | Dysleksi (ordblindhed)                                         | Randi Hedelund Jeppesen, hjemmegående Karl-Åge Andreasen, tidligere leder af Ordblindeinstituttet Laila Boye, psykolog |
| 21. november  | Nobelpriser                                                    | Keld Nielsen, lektor emeritus Henry Nielsen, lektor emeritus Jens Frederik Rehfeld, professor |
| 28. november  | Hvordan er det at flytte til Danmark?                          | Rolf Bollmann, tysker Susanne Luup, svensker Tove Korsgaard Nielsen, hjemvendt udenlandsdansker |
| 5. december   | Nabokonflikter                                                 | Anja Jørgensen, lektor ved Institut for Sociologi, Aalborg Universitet Jens Ernst Nielsen, formand for Foreningen af Hegnsyn i Danmark Rikke Lund, lektor, dr.med., ph.d. ved Institut for Folkesundhedsvidenskab og Center for Sund Aldring, KU               |
| 12. december  | Tekstiler                                                      | Marie-Louise Bech Nosch, professor og leder af Center for Tekstilforskning, KU Ulla Mannering, seniorforsker ved Nationalmuseet |
| 19. december  | Julestue                                                       | Caroline Nyvang, forsker ved Det Kongelige Bibliotek Niels Pedersen, kulturjournalist og radiovært Julemanden |

### 2017
| Først sendt   | Emne                                                           | Eksperter |
| ------------- | -------------------------------------------------------------- | --- |
| 2. januar     | Den gode lyd                                                   | Ola Johansson, født blind Kaspar Vorbeck |
| 9. januar     | Vikingetid eller stålalder?                                    | Henriette Lyngstrøm, arkæolog på Saxo-Instituttet, Københavns Universitet Tania Lousdal Jensen, arkæolog Sagnlandet Lejre |
| 16. januar    | Urologi                                                        | Lars Boesen, læge, ph.d. ved Herlev Hospital Hans Stimpel, ledende overlæge ved Herlev og Gentofte Hospital Mikkel Fode, læge, ph.d. ved Sjællands Universitetshospital, Roskilde |
| 23. januar    | Syntesebiologi                                                 | Birger Lindberg Møller, professor ved Plantebiokemisk Laboratorium og Center for Syntesebiologi, KU Maja Horst, professor og institutleder ved Institut for Medier, Formidling og Erkendelse, KU                                                                                                  |
| 30. januar    | Planter for fremtiden                                          | Andreas de Neergaard, professor ved Plante- og Miljøvidenskab, KU |
| 6. februar    | På fængselsbesøg 1                                             | Jesper Birkler, fængselspræst Kirsten Saurus Mehlsen, musikmedarbejder Michael Østergaard, fængselsbetjent |
| 13. februar   | På fængselsbesøg 2                                             | Jim, indsat Flemming, indsat |
| 20. februar   | Nyfeminisme                                                    | Emma Holten, feministisk debattør Anne Birgitte Stürup, senioranklager |
| 27. februar   | Bæredygtigt byggeri                                            | Søren Nielsen, arkitekt og partner i tegnestuen Vandkunsten |
| 6. marts      | Storytelling                                                   | Birte Fahnøe Lund, pensioneret friskolelærer og formand for Fortællere i Danmark (FIDA) Kari Brinch, storyteller Randi Hedelund Jeppesen, fortæller |
| 13. marts     | Stammere                                                       | Ole Kring Tannert, coach og formand for Stammeforeningen i Danmark Helle Blunk Brandt, lektor Steen Fibiger, forskningsbibliotekar emeritus |
| 20. marts     | Smag med hjernen - neurogastronomi                             | Rasmus Bredahl, kok og madkonsulent Jakob Mielcke, kok og restauratør |
| 27. marts     | Gys på hjernen                                                 | Rikke Schubart, lektor Elias Eliot, fra film-podcasten Han Duo Martin Schmidt, filminstruktør |
| 3. april      | Psykiatri i Danmark                                            | Anette Vårlid, sygeplejerske på Distriktspsykiatrisk Center indre by og Østerbro Kirstine Mikkelsen, HF-studerende |
| 10. april     | Japan 1                                                        | Mikkel Lotz Felter, ansat ved Danmarks Ambassade i Tokyo |
| 24. april     | En gang generalløjtnant altid generalløjtnant                  | Kjeld Georg Hilligsøe Hillingsø, pensioneret generalløjtnant, kommentator og foredragsholder |
| 1. maj        | Stress                                                         | Christian Gaden Jensen, ph.d., postdoc ved Center for Psykisk Sundhedsfremme, KU Malene Friis Andersen, ph.d., postdoc, cand.psych. ved Det Nationale Forskningscenter for Arbejdsmiljø Katrine Herforth, ledelseskonsulent, personlig coach                                                      |
| 8. maj        | Spiseforstyrrelser                                             | Line Friderichsen, lærerstuderende Birgit Petterson, speciallæge i psykiatri Anne Marie Helger, skuespiller |
| 15. maj       | Rusmiddelbehandling                                            | Pia Isa, misbrugsbehandler ved Center for Rusmiddelbehandling Tina Ege forklarer, afdelingsleder og sygeplejerske ved Center for Rusmiddelbehandling a Merle Godsk Juhl, misbrugsbehandler ved Center for Rusmiddelbehandling                                                                     |
| 22. maj       | Smerte- og depressionslindrende musik- og vibrationsbehandling | Peter Michael Nielsen, læge og neurolog |
| 29. maj       | Ph.D. cup 2017                                                 | Louise Klinge, skolekonsulent ved Institut for Nordiske Studier og Sprogvidenskab, KU Maja Thiele, læge og lektor ved Odense Universitetshospital og Syddansk Universitet Mark Dannemand, postdoc ved Institut for Byggeri og Anlæg, Danmarks Tekniske Universitet                                |
| 12. juni      | Kirke og kætteri                                               | Kasper Dalgaard, ph.d., cand.theol. og ekstern lektor ved Institut for Tværkulturelle og Regionale Studier, KU |
| 19. juni      | Tegning                                                        | Dres Simon Simonsson, illustrator, rets- og vittighedstegner Peter Lopes, animator, animationsinstruktør Cecilia Westerberg, billedkunstner og underviser på Statens Museum for Kunst |
| 26. juni      | The Brain Prize 2017                                           | Maiken Nedergaard, professor |
| 7. august     | Japan 2                                                        | Thomas Høy Davidsen, korrespondent for Jyllands-Posten |
| 14. august    | Selvmord                                                       | Lars Iversen, formand for Landsforening for efterladte efter selvmord Lilian Zøllner, centerleder ved Center for Selvmordsforskning |
| 21. august    | Alzheimers sygdom                                              | Julie Rubow, driver Nybjerg Mølle Else Hansen, demensfaglig rådgiver i Alzheimerforeningen Steen Hasselbalch, professor ved Videnscenter for Demens |
| 28. august    | Gær                                                            | Erik Lund, brygmester på Carlsberg Laboratorium Jørgen Sauer, ph.d. og gæringskemiker hos Novo Nordisk |
| 4. september  | Virusinfektioner før og nu                                     | Anders Fomsgaard, overlæge og professor fra Statens Serum Institut og Syddansk Universitet |
| 11. september | Dannelse - fortid, nutid og fremtid                            | Lene Rachel Andersen, forfatter |
| 18. september | Kunstig intelligens og fremtiden                               | Thomas Bolander, lektor ved DTU Compute Louise Opprud Jakobsen, creative advisor ved DareDisrupt Preben Mejer, direktør og it- og fremtidsekspert ved Radr |
| 25. september | Mensa                                                          | Steffen Fabrin, distriktschef ved Schaeffler Danmark, medlem af Mensa Malan, sygeplejerske, medlem af Mansa Tine Ditmar Unnerup, selvstændig it-konsulent, medlem af Mensa |
| 2. oktober    | Lungekræft                                                     | Lisbeth Søbæk Hansen, formand for Patientforeningen Lungekræft Ulrik Lassen, professor og leder af kræftafdelingen på Rigshospitalet |
| 9. oktober    | Statens Naturhistoriske Museum, Zoologisk Museum 1:2           | Eline Lorenzen, kurator Bent Erik Kramer Lindow, palæontolog |
| 16. oktober   | Statens Naturhistoriske Museum, Zoologisk Museum 2:2           | Anne Katrine Gjerløff, forskningsformidler Bent Erik Kramer Lindow, palæontolog |
| 30. oktober   | Svær overvægt                                                  | Morten Elsøe, cand.scient. og ejer af Livsstilhuset Signild Vallgårda, professor ved Institut for Folkesundhedsvidenskab, KU |
| 30. oktober   | Brystkræft                                                     | Niels Kroman, cheflæge ved Kræftens Bekæmpelse og professor ved KU Sofie Gråbøl, skuespiller |
| 6. november   | Social- og sundhedsassistenter                                 | Camilla Green Paulsen, underviser på SOPU Katja Boe Petersen, SOSU-assistentelev Linea Bruhn, SOSU-assistent og udviklings- og faglig kvalitetskoordinator i socialpsykiatrien i Helsingør |
| 13. november  | Broderi                                                        | Amy Lyngaa, underviser ved Skals højskole for design og håndarbejde Mathilde Friese, arrangementskoordinator hos Lindhardt og Ringhof Gudrun Hasle, kunstner. |
| 20. november  | Neonatal (for tidligt fødte børn) 1:2                          | Jacob Alexander Lykke, fødselslæge, dr.med. ved Obstetrisk Klinik, Rigshospitalet Christian Heiring, overlæge ved Neonatalklinikken, Rigshospitalet Gorm Greisen, overlæge ved Neonatalklinikken, Rigshospitalet, og KU                                                                           |
| 27. november  | Fagenes fest                                                   | Bo Andreasen, flyttemand Keenie Jørgensen, ostehandler Cecilie Frøkjær, tv-vært, podcast-vært og forfatter |
| 4. december   | Europæisk hjerneforskning                                      | Lars Kristiansen, ph.d. og direktør i Federation of European Neuroscience Societies (FENS), Bruxelles |
| 11. december  | Neonatal (for tidligt fødte børn) 2:2                          | Mette Nejland Frisk, motorikvejleder og bestyrelsesmedlem i Dansk Præmatur Forening Jannie Haaber, sygeplejerske ved Neonatalklinikken, Rigshospitalet fra NIDCAP-teamet (Newborn Individualized Developmental Care and Assessment Program) Frederik Sigaard Langebeck, kandidatstuderende ved KU |
| 18. december  | Jul                                                            | Julemanden |

### 2018
| Først sendt   | Emne                                  | Eksperter |
| ------------- | ------------------------------------- | --- |
| 8. januar     | Demens                                | Tom og Anni Fogelberg, ægtepar Kristine Pedersen, projektleder ved Center for Social og Sundhed i Gribskov kommune |
| 15. januar    | Søren Aabye Kierkegaard (1813-1855)   | Pia Søltoft, Søren Kierkegaard-ekspert og præst i Marmorkirken |
| 22. januar    | Hjernetumorer                         | Lone Søgaard Ciesla, cand.pæd.soc. Michael Kosteljanetz, pensioneret overlæge, speciallæge dr.med. som har arbejdet på Neurokirurgisk Klinik, Rigshospitalet Hans Skovgaard Poulsen, overlæge, dr.med. på Onkologisk Klinik, Rigshospitalet                           |
| 29. januar    | Nordkorea                             | Kåre Bluitgen, forfatter Kim Hartzner, læge og generalsekretær for Mission Øst Geir Helgesen, centerleder for Nordisk Institut for Asienstudier (NIAS), KU |
| 5. februar    | Færdselssikkerhed                     | Tove Hels, chefkonsulent ved Nationalt Færdselscenter, Rigspolitiet Christian Berthelsen, politiassistent ved Nationalt Færdselscenter, Rigspolitiet Erik Andersen, politiassistent ved Københavns Vestegns Politi.                                                   |
| 12. februar   | Udviklingshæmmede og psykiatri        | Ulla Agerskov Andersen, overlæge ved Psykiatrisk Afdeling Odense Lars Urban Rasmussen, centerleder ved Specialcenter for Unge og Voksne, Region Syddanmark |
| 19. februar   | I det allermindste                    | Poul Hyttel, professor i anatomi ved KU og leder af stamcellecentret BrainStem Lotte Bjerre Knudsen, medicinalforsker ved Novo Nordisk Bo Wegge Laursen, professor ved KU og leder af Nano-Science Center                                                             |
| 26. februar   | William Shakespeare                   | Rune Kühl |
| 5. marts      | Ældrestyrken                          | Niels Kærgård, professor emeritus Peder J. Pedersen, professor emeritus Bent Greve, arbejdsmarkedsforker og professor ved Roskilde Universitet, |
| 12. marts     | Hjernetraumer                         | Kenneth Kinastowskis, i praktik som kommunikationsmedarbejder i Hjerneskadeforeningen Lone Vesterager Martinus, cand.psych. neuropsykolog og leder af undervisningsafdelingen på Center for Hjerneskade Susan Søgaard, kommunikationschef i Hjerneskadeforeningen     |
| 19. marts     | Genetik og epigenetik                 | Kristian Helin, professor ved BRIC (Biotech Research & Innovation Centre), KU |
| 26. marts     | Kirurgi                               | Nanna Hylleholt Sillesen, læge og ph.d. ved Ortopædkirurgisk Afdeling på Slagelse Sygehus Christian Ross Pedersen, overlæge og uddannelsesansvarlig på Kirurgisk Klinik C, Rigshospitalet                                                                             |
| 9. april      | Personlig medicin                     | Anne-Marie Gerdes, professor og klinikchef ved Klinisk Genetisk Klinik, Rigshospitalet Mette Nordahl Svendsen, antropolog og professor ved Institut for Folkesundhedsvidenskab, KU                                                                                    |
| 16. april     | Navnet Jensen                         | Bjarne Jensen, forfatter Birgit Eggert, navneforsker ved Institut for Nordiske Studier og Sprogvidenskab, KU |
| 23. april     | Autocamping                           | Max Watson, autocampist John Ipsen, autocampist Jan-Bjarni Bjarnason, international hotel- og turistkonsulent i Global Tourism |
| 30. april     | Fisk                                  | Henrik Carl, videnskabelig medarbejder ved Statens Naturhistoriske Museum, Zoologisk Museums fiskesamling Peter Rask Møller, lektor og kurator ved Statens Naturhistoriske Museum, Zoologisk Museums fiskesamling                                                     |
| 7. maj        | Folkesundhed                          | Morten Grønbæk, læge, direktør Statens Institut for Folkesundhed, Syddansk Universitet Anna Paldam Folker, forskningschef ved Statens Institut for Folkesundhed, Syddansk Universitet                                                                                 |
| 14. maj       | John Mogensen                         | Henrik Smith-Sivertsen, seniorforsker ved Det Kongelige Bibliotek |
| 28. maj       | Niels Erik Bank-Mikkelsen             | Nis Bank-Mikkelsen, søn |
| 4. juni       | EliteForsk-priser 2018 1:2            | Stig Helveg, fellow hos Haldor Topsøe |
| 11. juni      | EliteForsk-priser 2018 2:2            | N. Asger Mortensen, kvantefysiker på DTU |
| 18. juni      | Litteraturformidling                  | Cecilie Frøkjær, journalist og forfatter Mick Øgendahl, komiker |
| 25. juni      | Depression                            | Rulle Grabow, kommunikationsrådgiver Ida Hageman, ledende overlæge på Psykiatrisk Center ved Rigshospitalet og på Frederiksberg |
| 6. august     | Tandlæger                             | Gerd Hjort, tandlæge Maria Schiff, tandlæge Peter Tillge |
| 13. august    | Roskilde Festival 2018 (1)            | Henrik Rindom, psykiater og misbrugsekspert |
| 20. august    | EliteForsk-priser 2018 (3)            | Søren Fournais, professor fra Institut for Matematik, Aarhus Universitet |
| 27. august    | Roskilde Festival 2018 (2)            | Henrik Rindom, psykiater og misbrugsekspert |
| 3. september  | EliteForsk-priser 2018 (4)            | Anja Groth, molekylærbiolog og professor ved Biotech Research & Innovation Centre (BRIC), KU |
| 10. september | Bjerggorillaer                        | Ghita Nørby, skuespiller Bo Øksnebjerg, generalsekretær i WWF Verdensnaturfonden |
| 17. september | Retsmedicin                           | Asser Hedegård Thomsen, retsmediciner og ph.d.-studerende |
| 24. september | Roskilde Festival 2018 (3)            | Peter Vuust, bassist og professor ved Det Jyske Musikkonservatorium, leder af Danmarks Grundforskningsfonds Center for Music in the Brain |
| 1. oktober    | Børne- og ungdomspsykiatri            | Anne Marie Raaberg Christensen, speciallæge i børne- og ungdomspsykiatri og formand for Børne- og Ungdomspsykiatrisk Selskab i Danmark Hanne Børner, speciallæge i børne- og ungdomspsykiatri og fagkonsulent                                                         |
| 8. oktober    | Japan - set med danske øjne           | Freddy Svane, dansk ambassadør i Tokyo |
| 15. oktober   | Ludomani                              | Michael Bay Jørsel, leder af Center for Ludomani og initiativtager til ludomanibehandling i Danmark Niklas Gille, tømrer og tidligere spilafhængig Thomas Zoëga Ramsøy, ph.d. i neurobiologi og stifter af Neurons Inc.                                               |
| 22. oktober   | Dans                                  | Inger Damsholt, lektor i dansevidenskab, KU Linus Aabye Jensen, tangolærer og indehaver af Tangobar Erik Aschengreen, dr.phil. og balletanmelder |
| 29. oktober   | Torden og lynild                      | John Cappelen, seniorklimatolog ved DMI |
| 5. november   | Genetisk data                         | Preben Bo Mortensen, professor og leder af Center for Registerforskning, Aarhus Universitet Thomas Werge, professor ansat ved Regionhovedstadens Psykiatri og KU Merete Nordentoft, overlæge ved Psykiatrisk Center København og professor i klinisk psykiatri ved KU |
| 12. november  | Dagmarsminde                          | May Bjerre Eiby, sygeplejerske, initiativtager og leder af plejehjemmet Dagmarsminde |
| 19. november  | Human - På sporet af det menneskelige | Thomas Thaulov Raab, forfatter og medinitiativtager til "Højskoleprojekt Lolland-Falster" Nikolaj Frost, projektleder og medinitiativtager til "Højskoleprojekt Lolland-Falster" Leo Christensen, byrådsmedlem                                                        |
| 26. november  | Lolland                               | Tomoko Kitamura Nielsen, forfatter Nikolaj Frost, er projektleder |
| 3. december   | Eventyrernes Klub                     | Alex Frank Larsen, eventyrer (454 - optaget i 2010) Jens Als Andersen, eventyrer (366 - optaget i 1990) John Andersen, eventyrer (297 - optaget i 1972) |
| 10. december  | Mændenes Hjem                         | Ivan Christensen, forstander på Mændenes Hjem Rasmus Koberg Christiansen, afdelingsleder på kontaktstedet og Skyen, Mændenes Hjem |
| 17. december  | Jul                                   | Poul Nesgaard "Julemanden" |
| 31. december  | Fyrværkeriskader                      | Teis Krag, paramediciner hos Falck Jørgen Villumsen, overlæge, lektor, dr.med. ved Øjenklinikken Rigshospitalet, Glostrup Torben Rahbek, produktsikkerhedskonsulent                                                                                                   |

### 2019
| Først sendt                   | Emne                                                          | Eksperter |
| ----------------------------- | ------------------------------------------------------------- | --- |
| 7. januar                     | Stress                                                        | Marianne Breds Geoffroy, psykiater |
| 14. januar                    | Japansk kunsthåndværk                                         | Lars Vejen-Jensen, arkitekt og designer |
| 21. januar                    | Den spanske syge                                              | Tommy Heisz, journalist og forfatter Søren Poder, cand.mag. |
| 28. januar                    | Mesopotamien                                                  | Ulla Koch, ph.d. i assyriologi fra KU |
| 4. februar                    | Afsjælede legemer                                             | Jørgen Tranum-Jensen, professor ved Institut for Cellulær og Molekylær Medicin, KU |
| 11. februar                   | Misbrug                                                       | Henrik Rindom, misbrugsekspert, overlæge og psykiater i Stofrådgivningen Frederik, tidligere patient Imran Durrani, kontakt- og støtteperson fra U:Point |
| 18. februar                   | Angst og ondskab                                              | Peter Lund Madsen |
| 25. februar                   | Hydrocephalus (vand i hovedet)                                | Marianne Juhler, professor ved Neurokirurgisk Klinik, Rigshospitalet Lina Just, tidligere lærer Lea Aarup Lykkegaard, familierådgiver og psykoterapeut |
| 4. marts                      | Kunsthistorie                                                 | Maria Fabricius Hansen, lektor ved Institut for Kunst- og Kulturvidenskab, KU Jens Fleischer, lektor emeritus ved Institut for Kunst- og Kulturvidenskab, KU |
| 11. marts                     | Cerebral parese (CP)                                          | Jens Bo Nielsen, professor ved Institut for Neurovidenskab, KU Mogens Wiederholt, direktør for CP Danmark - Landsforeningen for cerebral parese |
| 18. marts                     | LEGO MOC                                                      | Søren Johansen, medlem af Byggepladen Caspar Jensen Bennedsen, direktør i Brick Works ApS Bo Stjerne Thomsen, fra The LEGO Foundation Centre for Creativity, Play and Learning.                                                                                         |
| 25. marts                     | Digital sikkerhed                                             | Pernille Tranberg, fra DataEthics Consulting Ken Friis Larsen, lektor ved Datalogisk Institut, KU Henning Mortensen, formand i Rådet for Digital Sikkerhed |
| 1. april                      | Virus og vaccine                                              | Tyra Grove Krause, overlæge og afdelingschef ved Statens Serum Institut Thea Kølsen Fischer, forskningschef på Nordsjællands Hospital og professor ved Syddansk Universitet                                                                                             |
| 8. april                      | Huntingtons sygdom (HS)                                       | Lena Hjermind, overlæge ved Hukommelsesklinikken, Neurologisk Klinik, Rigshospitalet Mette Gilling Nielsen, Scientific Project Manager ved The European Huntington's Disease Network                                                                                    |
| 15. april                     | Dyrs følelser                                                 | Kirstin Dahl-Pedersen, dyrlæge og adjunkt ved Universitetshospitalet for Store Husdyr, KU |
| 29. april                     | Hvaler - EliteForsk-priser 2019 (1)                           | Peter Teglberg Madsen, EliteForsk-prismodtager fra Institut for Bioscience - Zoofysiologi, Aarhus Universitet |
| 6. maj                        | Hjernetumorer                                                 | Heidi Kjærsgaard Petersen, pædagog Kristine Gaumitz Storm, studerende Bo Halle, neurokirurg fra Neurokirurgisk Afdeling, Odense Universitetshospital, og Klinisk Institut, Syddansk Universitet                                                                         |
| 13. maj                       | Forskning i fysiologi                                         | Jens Henrik Henriksen, professor, dr.med. |
| 20. maj                       | Multipel Sklerose                                             | Morten Bjørn Blinkenberg, overlæge ved Dansk Multipel Sclerose Center, Rigshospitalet Johanna Corvenius Kreiss, digital marketing manager |
| 27. maj                       | Medfølelse                                                    | Peter Lund Madsen |
| 3. juni                       | Angst                                                         | Puk Elgård, journalist, radio- og TV-vært samt forfatter |
| 17. juni                      | Helbredsangst (hypokondri)                                    | Per Fink, professor og ledende overlæge ved afdelingen for Funktionelle Lidelser, Aarhus Universitetshospital Trine Eilenberg, ph.d. fra Arbejdsmedicinsk Klinik, Aarhus Universitetshospital                                                                           |
| 24. juni                      | Kvantemekanik og materialedesign - EliteForsk-priser 2019 (2) | Kristian Sommer Thygesen, dr.techn. og professor ved Institut for Fysik, Danmarks Tekniske Universitet (DTU) |
| 5. august                     | Landinspektør (cand.geom.)                                    | Torben Juulsager, landinspektør Esben Munk Sørensen, landinspektør Stig Enemark, landinspektør |
| 12. august                    | Ungdomskultur - Roskilde Festival 2019 (1)                    | Johannes Andersen, ekstern lektor, Institut for Statskundskab, Aalborg Universitet Jens Christian Nielsen, lektor, DPU (Danmarks institut for Pædagogik og Uddannelse), Aarhus Universitet (Campus Emdrup)                                                              |
| 19. august                    | Diplomati - EliteForsk-priser 2019 (3)                        | Rebecca Adler-Nissen, EliteForsk-prismodtager fra Institut for Statskundskab, KU |
| 26. august                    | Fertilitet                                                    | Øjvind Lidegaard, overlæge, professor ved Gynækologisk Klinik, Rigshospitalet |
| 2. september                  | Folkemusik                                                    | Lene Halskov Hansen, arkivar og projektforsker på Dansk Folkemindesamling Kristian Bugge, violinist og folkemusiker Kristine Heebøll, folkemusiker og lektor ved Syddansk Musikkonservatorium                                                                           |
| 9. september                  | Diabetes - EliteForsk-priser 2019 (4)                         | Niels Jessen, EliteForsk-prismodtager og forskningschef ved Steno Diabetes Center Aarhus, overlæge ved Klinisk Farmakologisk Afdeling, Aarhus Universitetshospital, og klinisk professor ved Institut for Biomedicin, Aarhus Universitet                                |
| 16. september                 | Tobaksforebyggelse                                            | Henrik Rindom, overlæge og psykiater ved Stofrådgivningen Charlotta Holm Pisinger, professor i tobaksforebyggelse og tilknyttet KU og Hjerteforeningen Anna Skarum, tidligere ryger                                                                                     |
| 23. september                 | Broer                                                         | Peter Falk, projektchef infrastruktur, MT Højgaard A/S Andreas Lundsteen, projektringschef, MT Højgaard A/S |
| 30. september                 | Flyskræk                                                      | Mette Kroier, psykolog Torben Steno, lider af flyskræk Ulrik Lidegaard Pedersen, pilot og indehaver af Flytryg |
| 7. oktober                    | Stalking                                                      | Lise Linn Larsen, direktør for Dansk Stalking Center Helle Hundahl, souschef og psykolog ved Dansk Stalking Center |
| 14. oktober                   | Hygiejne - Roskilde Festival 2019 (2)                         | Thea Kølsen Fischer, forskningschef på Nordsjællands Hospital Jette Holt, hygiejnesygeplejerske på Statens Serum Institut Anders Koch, speciallæge i infektionssygdomme på Statens Serum Institut                                                                       |
| 21. oktober                   | Læger uden Grænser                                            | Jesper H. Brix, direktør i Læger uden Grænsers danske kontor Kamma Skaarup, anæstesisygeplejerske Mads Geisler, læge |
| 28. oktober                   | Tourettes syndrom                                             | Nanette Mol Debes, afdelingslæge ved Børn og Unge, klinik 2, Herlev og Gentofte Hospital Rune Molin, tidligere patient Heidi Bryde Biernat, overlæge ved Touretteklinikken, Bispebjerg Hospital                                                                         |
| 4. november                   | Psoriasis                                                     | Lars Iversen, overlæge og professor ansat ved Dermatologisk Afdeling, Aarhus Universitetshospital Søren Valdorff Rasmussen, psoriasispatient og ambassadør for Psoriasisforeningen Lars F. Werner, direktør for Psoriasisforeningen                                     |
| 11. november (Afsnit nr. 300) | Amagermanden                                                  | Anne Birgitte Stürup, senioranklager Sebastian Richelsen, tidligere politibetjent og efterforsker Christian A. Stewart-Ferrer, psykolog |
| 18. november                  | ADHD                                                          | Per Hove Thomsen, overlæge og professor på Børne- og Ungdomspsykiatrisk Afdeling, Aarhus Universitetshospital og Institut for Klinisk Medicin, AU Niels Bilenberg, professor og overlæge Børne- og Ungdomspsykiatrisk Afdeling Odense, Psykiatrien i Region Syddanmark. |
| 25. november                  | Nyrerne                                                       | Henrik Dimke, molekylærbiolog og lektor på Afdelingen for Kardiovaskulær og Renal Forskning, Institut for Molekylær Medicin, Syddansk Universitet Boye L. Jensen, professor og forskningsleder på Syddansk Universitet og Odense Universitetshospital                   |
| 2. december                   | Mørkt stof                                                    | Mads Toudal Frandsen, lektor ved Forskningscenteret CP3-Origins, Syddansk Universitet Steen Harle Hansen, lektor ved Niels Bohr Institutet, KU |
| 9. december                   | Bogbinderi                                                    | Lars Hedegaard, håndbogbinder Christian Kaaber, antikvar, boghistoriker og souschef på Vanggaards Antikvariat, København |
| 16. december                  | Mennesker med medfødt alkoholskade                            | May Olufsson, speciallæge og formand for foreningen Fetal Alcohol Spectrum Disorders (FASD) Christina Stenstrup, bestyrelsesmedlem i FASD og psykolog Ketty Seratski, sygeplejerske og plejemor                                                                         |
| 23. december                  | Jul                                                           | Poul Nesgaard "Julemanden" |
| 30. december                  | Psykedelisk terapi                                            | David Erritzøe, psykiater og forsker ved Imperial College London |

### 2020
| Først sendt                    | Emne                                        | Eksperter |
| ------------------------------ | ------------------------------------------- | --- |
| 6. januar                      | Oldtidskundskab                             | Mads Bertelsen, lærer i oldtidskundskab, Frederiksberg Gymnasium Helle Levinsen, lærer i oldtidskundskab, Frederiksberg Gymnasium Else Valsgaard Kofod, lærer i oldtidskundskab, Frederiksberg Gymnasium                                                                                                  |
| 13. januar                     | Hverdagens helt - hypotermi                 | Benedict Kjærgaard, overlæge ved Hjerte-Lungekirurgisk Afdeling, Aalborg Universitetshospital |
| 20. januar                     | Hukommelse                                  | Stine Stengade, skuespiller Lars Christiansen, hukommelsestræner og 2x danmarksmester i hukommelse Thomas Thaulov Raab, forfatter |
| 27. januar                     | Medicinsk kastration ved prostatakræft      | Lars Boesen, læge, ph.d. ved Roskilde og Herlev Hospital Peter Østergren, læge, ph.d. ved Herlev og Gentofte Hospital Claus, patient |
| 3. februar                     | Operaen                                     | Lars Halby, operaformidler, rundviser og foredragsholder Hanne Fischer, operasanger Adrian Lloyd Hughes, journalist og "operakender" |
| 10. februar                    | Sne og is                                   | Aksel Walløe Hansen, lektor emeritus Anders Svensson, lektor ved Niels Bohr Institutet, KU Keld Qvistgaard, senior isrådgiver ved Grønlands Istjeneste, DMI |
| 17. februar                    | Elektricitet                                | Joachim Holbøll, professor ved Danmarks Tekniske Universitet Chresten Træholt, lektor ved Danmarks Tekniske Universitet Brian Møller Andersen, lektor ved Niels Bohr Institutet, KU |
| 24. februar                    | Lægemiddelstyrelsen                         | Thomas Senderovitz, direktør for Lægemiddelstyrelsen |
| 2. marts                       | Højt begavede børn                          | Peter Grubert, politisk talsmand for Gifted Children Danmark Ole Kyed, psykolog og forfatter Vincent F. Hendricks, filosof og professor i formel filosofi, KU og ambassadør for Gifted Children Danmark                                                                                                   |
| 9. marts                       | Tvangsindlæggelser                          | Anders Petersen, politiassistent Lykke Pedersen, overlæge ved Psykiatrisk Center København, Rigshospitalet Annick Parnas, overlæge ved Psykiatrisk Center Amager |
| 13. marts                      | Hukommelse                                  | Stine Stengade, skuespiller Lars Christiansen, hukommelsestræner og dobbelt Danmarksmester i hukommelse Thomas Thaullov Rahb, forfatter og foredagsholder |
| Special: 20. marts             | Hvad er et virus?                           | Anders Fomsgaard, overlæge ved Statens Serum Institut Christina Skov Iversen, sygeplejerske ved Regionshospitalet Horsens |
| Special: 23. marts             | Hvordan smitter ny coronavirus?             | Tyra Grove Krause, overlæge ved Statens Serum Institut Jette Holt, hygiejnesygeplejerske ved Statens Serum Institut Maja Thiele, læge på Odense Universitetshospital |
| Special: 24. marts             | Angst                                       | Svend Brinkmann, professor i psykologi ved Aalborg Universitet Mikael Thastum, professor i psykologi ved Aarhus Universitet Anders Koch, overlæge ved Rigshospitalet og Statens Serum Institut |
| Special: 25. marts             | Virus og vaccine                            | Adam Frederik Sander Bertelsen, forsker, lektor ved Institut for Immunologi og Mikrobiologi, KU Dennis Christensen, leder af vaccineadjuvansforskning ved Statens Serum Institut Christian Wejse, ph.d. ved COVID-afdelingen på Aarhus Universitetshospital                                               |
| Special: 26. marts             | Flokimmunitet                               | Allan Randrup Thomsen, professor i eksperimentel virologi ved KU Tyra Grove Krause, overlæge ved Statens Serum Institut Christina Skov Iversen, sygeplejerske på Regionshospitalet Horsens |
| Special: 30. marts             | Louis Pasteur                               | Niels Høiby, professor, overlæge, dr.med., ved KU og Klinisk Mikrobiologisk Afdeling, Rigshospitalet Susanne Ditlevsen, professor ved Institut for Matematiske Fag, KU Jette Holt, hygiejnesygeplejerske ved Statens Serum Institut                                                                       |
| Special: 31. marts             | Store taler                                 | Christian Kock, professor emeritus i retorik, KU Frederik Wiedemann, underdirektør for kultur i Tivoli, tidligere talerådgiver på Christiansborg Anders Koch, overlæge på Rigshospitalet og Statens Serum Institut                                                                                        |
| Special: 1. april              | Familiekonflikter                           | Lene Stephensen, privat praktiserende psykolog med speciale i skilsmisser Katrine Nordbjærg, forstander på krisecentret Kvindehjemmet Hanne-Vibeke Holst, forfatter |
| Special: 2. april              | Polio                                       | Merete Bertelsen, fysioterapeut på Specialhospitalet for Polio- og Ulykkespatienter Dan Foldager, patient Maja Thiele, læge på Odense Universitetshospital |
| Special: 3. april              | Pencilin                                    | Morten Arnika Skydsgaard, museumsinspektør på Steno Museet, Science Museerne, Aarhus Universitet Peter Viggo Jakobsen, lektor på Institut for Strategi, Forsvarsakademiet Adrian Lloyd Hughes, journalist                                                                                                 |
| Special: 6. april              | Indien og respiratorbehandling              | Freddy Svane, ambassadør ved Danmarks Ambassade i Indien Thomas Strøm, overlæge ved intensivafdelingen på Odense Universitetshospital Christina Skov Iversen, sygeplejerske på Regionshospitalet Horsens                                                                                                  |
| Special: 7. april              | Hjemløse og coronasmitte                    | Christian Wejse, læge ved Infektionsmedicinsk Afdeling, Aarhus Universitetshospital Csaba, hjemløs Ivan Christensen, forstander på Mændenes Hjem (København) |
| Special: 8. april (kun 30 min) | Brætspil                                    | Jette Holt, hygiejnesygeplejerske på Statens Serum Institut Thomas Vigild, brætspilsekspert og højskolelærer på Vallekilde Højskole |
| Special: 14. april             | Ængstelige børn                             | Rikke Engelbrecht, psykolog Line Rix, håndarbejdsekspert Lærke Bagger, håndarbejdsekspert Adrian Lloyd Hughes, journalist |
| Special: 15. april             | Coronavirus                                 | Anders Fomsgaard, Statens Serum Institut Tyra Grove Krause, Statens Serum Institut Thea Kølsen Fischer, Nordsjællands Hospital |
| Special: 16. april             | Hvad er tid?                                | Johan Olsen, biolog på Københavns Universitet og vært på Vildt Naturligt Ulrik Uggerhøj, professor ved Institut for Fysik og Astronomi, Aarhus Universitet |
| Special: 17. april             | Kolera og kloakker                          | Anders Koch, overlæge på Rigshospitalet og Statens Serum Institut Morten Arnika Skydsgaard, museumsinspektør på Steno Museet, Science Museerne, Aarhus Universitet |
| Special: 20. april             | Dyder og duelighed                          | Henrik Gade Jensen, sognepræst Jacob Slavensky, tandlæge i Sorø Carsten Riisgaard, buschauffør i Aarhus |
| Special: 21. april             | Dyr                                         | Kirstin Dahl-Pedersen, dyrlæge, adjunkt, Universitetshospitalet for Store Husdyr, KU Birgit Nørrung, institutleder ved Institut for Veterinær- og Husdyrvidenskab, KU Mads Frost Bertelsen, dyrlæge i Zoologisk Have København og adjungeret professor ved Institut for Veterinær- og Husdyrvidenskab, KU |
| Special: 22. april             | Månen                                       | Anja Cetti Andersen, professor i astrofysik ved Niels Bohr Institutet, KU John Leif Jørgensen, professor ved Institut for Rumforskning og Rumteknologi, DTU Space Thorkild Fogde, rigspolitichef |
| Special: 23. april             | Kierkegaard - angst, frygt og bæven         | Pia Søltoft, sognepræst ved Christians Kirke i København |
| Special: 24. april             | Japan                                       | Arisa Konishi, kommer fra Japan, men bor i Danmark Thomas Høy Davidsen, journalist |
| Special: 27. april             | Stemmen                                     | Jette Stilbo, kabinechef Victoria Rosendahl, steward |
| Special: 28. april             | Psykisk sårbare                             | Ida Hageman, psykiater, vicedirektør ved Region Hovedstadens Psykiatri Ulla Koch, assyriolog |
| Special: 29. april             | Genforeningen                               | René Rasmussen, museumsinspektør på Museum Sønderjylland, Sønderborg Slot Karen Gram-Skjoldager, lektor på Aarhus Universitet Peter Yding Brunbech, centerleder på HistorieLab |
| Special: 30. april             | Spejdere                                    | Stinus Andersen, spejderchef i De Gule Spejdere Mathias Lysholm Faaborg, spejderchef i Det Danske Spejderkorps Peter Stubkjær Andersen, formand for KFUM-Spejdernes hovedbestyrelsen |
| Special: 1. maj                | Klassisk filologi                           | Marcel Lysgaard Lech, lektor, ph.d. og oversætter ved Klassiske Studier, Syddansk Universitet Lene Andersen, ekstern lektor på Saxo-Instituttet, KU |
| Special: 4. maj                | Operation Weserübung Süd og besættelsen     | Niels Wium Olesen, lektor Institut for Kultur og Samfund, Aarhus Universitet Sofie Lene Bak, lektor på Saxo-Instituttet, KU Steen Andersen, arkivar og seniorforsker på Rigsarkivet |
| Special: 5. maj                | Økonomi                                     | Carl-Johan Lars Dalgaard, overvismand, professor på De Økonomiske Råd og Økonomisk Institut, KU |
| Special: 6. maj                | Buddhisme                                   | Jørn Borup, lektor og afdelingsleder Afdeling for Religionsvidenskab, Institut for Kultur og Samfund, Aarhus Universitet Jesper Østergaard, Ph.d. i religionsvidenskab og underviser i religion på VUC Aarhus, Erik Meier Carlsen, journalist og buddhist                                                 |
| Special: 7. maj                | COVID-19                                    | Tyra Grove Krause, overlæge på Statens Serum Institut Jens Lundgren, professor i infektionssygdomme på Rigshospitalet Hanne-Vibeke Holst, forfatter til bogen Som pesten |
| Special: 8. maj                | Afslutningsprogram                          | Dan Foldager, polioramt Anders Koch, overlæge Niels Høiby, professor Susanne Ditlevsen, professor i statistik Thorkild Fogde, rigspolitichef |
| 11. maj                        | Artrose (slidgigt)                          | Michael Kjær, professor og overlæge Institut for Idrætsmedicin, Bispebjerg Hospital Mette Bryde Lind, direktør for Gigtforeningen Jack Leonard Thielsen, artrosepatient |
| 18. maj                        | Atomkraft                                   | Thomas Grønlund Nielsen, lektor i fysik og matematik ved Herlufsholm Skole Troels Schönfeldt, CEO i Seaborg Technologies Bent Laurtizen, seniorforsker, sektionsleder ved Center for Nukleare Teknologier, DTU                                                                                            |
| 25. maj                        | Dyrs intelligens                            | Kirstin Dahl-Pedersen, dyrlæge og adjunkt på Universitetshospitalet for Store Husdyr, KU |
| 1. juni                        | Færøsk gastronomi                           | Karin Visth, sommelier og restaurationsmanager på Koks |
| 8. juni                        | Statsmand                                   | Lars Løkke Rasmussen, Venstre politiker og tidligere statsminister ad to omgange |
| 15. juni                       | Nybagte forældre                            | Emma Elise Albæk Høj, nybagt mor og producer på Hjernekassen Jakob Sloma Damsholt, nybagt far Herbert, baby |
| 22. juni                       | Hår                                         | Gun-Britt Zeller, frisør Morten Warmind, lektor på Institut for Tværkulturelle og Regionale Studier, KU |
| 3. august                      | Saltvandsakvarier                           | Søren Christensen, musiker, dokumentarist og saltvandsakvarist Lars Olsen, teknisk chef på Den Blå Planet |
| 10. august                     | Rensningsanlæg                              | Jacob Andersen, produktionschef på Hjørring Vandselskab Dines Thornberg, udviklingschef hos Biofos Mads Koustrup Jørgensen, adjunkt på Institut for Kemi og Biovidenskab Aalborg Universitet |
| 17. august                     | Social arv                                  | Mads Meier Jæger, professor Sociologisk Institut, KU |
| 24. august                     | Immunterapi                                 | Sine Reker Hadrup, professor Institut for Sundhedsteknologi, DTU |
| 31. august                     | At gå til grunde                            | Lykke Pedersen, overlæge Psykiatrisk center København, Rigshospitalet Knud Kristensen, formand for Landsforeningen SIND Ida Hagemann, vicedirektør Region Hovedstadens Psykiatri |
| 7. september                   | Klimaforskning - EliteForsk-priser 2020 (3) | Rikka Rinnan, EliteForsk-prismodtager og professor ved Biologisk Institut, KU, |
| 14. september                  | Konspirationsteorier                        | Michael Linden-Vørnle, astrofysiker ved DTU Space, Institut for Rumforskning og Rumteknologi |
| 21. september                  | Reparation versus brug-og-smid-væk          | Michael Søgaard Jørgensen, lektor ved Institut for Planlægning, Aalborg Universitet Stig Bomholt, formand for Repair Café Danmark Mikkel Fruergaard, CEO for Blue City |
| 28. september                  | Niels Barfoed - Besættelsen og befrielsen.  | Niels Barfoed, forfatter |
| 5. oktober                     | Introvert versus ekstrovert                 | Anna Vedel, postdoic ved Psykologisk Institut, Aarhus Universitet Anna Skyggebjerg, forfatter Camilla Lærke Lærkesen, retoriker |
| 12. oktober                    | Tvillinger                                  | Kaare Christensen, leder af Det Danske Tvillingregister, Syddansk Universitet Mette Trøst Rosenlund, enægget tvilling Mille Trøst Simonsen, |
| 19. oktober                    | Iværksættere                                | Dilbil Saeed, frisør og barber Thor Andersen, erhvervsmand der har været med til at grundlægge restaurantkæden Sticks'n'Sushi i Danmark Line Rix, Founder & CEO, 1508, Kit Couture og Torvehal Bornholm                                                                                                   |
| 26. oktober                    | Konfliktsky                                 | Hassan Preisler, forfatter |
| 2. november                    | Nordisk mytologi                            | Morten Warmind, lektor ved Institut for Tværkulturelle og Regionale Studier, KU |
| 9. november                    | Børge Outze                                 | Alex Frank Larsen, journalist |
| 16. november                   | Den digitale tidsalder                      | Margrethe Vestager, politiker og EU-kommissær |
| 23. november                   | Sejerø istenalderen                         | Rune Iversen, lektor ved Saxo-Instituttet, KU |
| 30. november                   | Valdemar Poulsen                            | Lise Bock, forfatter, cand.scient. |
| 7. december                    | Teknisk Museum                              | Torkil Adsersen, museumsinspektør på Danmarks Tekniske Museum |
| 14. december                   | COVID-19 i hele verden                      | Jette Holt, hygiejnesygeplejerske ved Statens Serum Institut Flemming Konradsen, professor ved Afdeling for Global Sundhed, Institut for Folkesundhed, KU |
| 21. december                   | Jul                                         | Poul Nesgaard Julemanden |
| 28. december                   | Sorte huller                                | Niels Emil Jannik Bjerrum-Bohr, lektor ved Teoretisk Partikelfysik og Kosmologi, Niels Bohr Institutet, KU |

### 2021
| Først sendt              | Emne                                                       | Eksperter |
| ------------------------ | ---------------------------------------------------------- | --- |
| 4. januar                | Sprogforstyrrelser                                         | Jakob Stenz, logopæd ansat ved Pædagogisk Psykologisk Rådgivning i Greve og formand for Logopædisk Forening Louise Weifenbach, audiologopæd ansat ved Center for Kommunikation og Velfærdsteknologi i Odense. |
| 11. januar               | Hvad gør vi med de ældre (boomerne)? - Aldringsserie (1)   | Nanna Skriver, innovations- og evalueringschef i Københavns Kommune Tine Rostgaard, professor ved Roskilde Universitet og Stockholms Universitet Bjarke Oxlund, , professor og institutleder for Institut for Antropologi, KU |
| 18. januar               | Ældrebyrde eller aldersdiskrimination? - Aldringsserie (2) | Jakob Kjellberg, professor, cand.scient, VIVE - Det Nationale Forsknings- og Analysecenter for Velfærd, Lone Kühlmann, journalist og forfatter Ulrik Ahrendt-Jensen, administrerende direktør for OK-Fonden |
| 25. januar               | Ø-handel                                                   | Johnny Palm Kristensen, tidligere brugsuddeler Kian Palm Kristensen, søn og nuværende brugsuddeler |
| 1. februar               | Fordøjelsessystemet                                        | Christian Lodberg Hvas, overlæge på afdelingen for Lever-, Mave- og Tarmsygdomme, Aarhus Universitetshospital og klinisk lektor ved Institut for Klinisk Medicin, Aarhus Universitet Dennis Sandris Nielsen, professor MSO ansat ved Institut for Fødevarevidenskab, KU                                                                                      |
| 8. februar               | Amerikanske præsidenter                                    | Anders Agner Pedersen, journalist, forfatter og chefredaktør på Kongressen.com |
| 15. februar              | H.C. Ørsted                                                | Jens Olaf Pepke Pedersen, seniorforsker ved DTU Space Ingo Milton, tegneserieskaber Sussi Bech, tegneserietegner og tegneserieforfatter |
| 22. februar              | Coronavacciner                                             | Thomas Senderovitz, direktør for Lægemiddelstyrelsen |
| 1. marts                 | Trivsel i folkeskolen                                      | Anna Folke Larsen, senior evalueringsøkonom for ROCKWOOL Fondens Interventionsenhed Marianne Laflor, udviklingskonsulent for Dansk Center for Undervisningsmiljø (DCUM) Jacob Holm, folkeskolelærer ved Lindehøjskolen i Herlev |
| 8. marts                 | Kvinderne på Sprogø                                        | Birgit Kirkebæk, historiker og forfatter Henning Jahn, formand for Dansk Forsorgshistorisk Museum i Slagelse Sarah Smed, historiker ved Svendborg Museum |
| 15. marts                | Blaffere                                                   | Jonathan Bruhn Einfeldt Carsten Theede, stifter af Blaffernationen Stine Gyldenkerne, skuespiller |
| 22. marts                | Vågetjenesten (til slut nyt om Mars-missionen)             | Asha Maria Gregersen, pædagog i Asylcenter Avnstrup og frivillig i Røde Kors' vågetjeneste i København Mette Borst Nissen, specialkonsulent på seniorområdet hos Røde Kors Hovedstaden Sofia Evangelopoulos Hansen, operationssygeplejerske og frivillig våger i Røde Kors Hovedstaden Jens Frydenvang, adjunkt ved Center for Star and Planet Formation, KU |
| 29. marts                | Dansk humor (til slut nyt om Mars-missionen)               | Lita Lundquist, professor emeritus fra Copenhagen Business School John Leif Jørgensen, professor ved DTU Space |
| 12. april                | Højdesyge (til slut nyt om Mars-missionen)                 | Inge-Lis Kanstrup, dr.med., pensioneret speciallæge i klinisk fysiologi og nuklearmedicin Kjartan Kinch, lektor ved Astrofysik og Planetforskning, Niels Bohr Institutet, KU |
| 19. april                | Helbredsangst (til slut nyt om Mars-missionen)             | Kasper Birch, helbredsangst Ditte Hoffmann Frydendal, autoriseret psykolog ved afdelingen for Funktionelle Lidelser, Aarhus Universitetshospital Jens Frydenvang, adjunkt ved Center for Star and Planet Formation, KU |
| 26. april                | Hjernen og smagssansen (til slut nyt om Mars-missionen)    | Niels Lillelund, mad- og vinanmelder på Jyllands-Posten Morten Bo Madsen, lektor ved Astrofysik og Planetforskning, Niels Bohr Institutet, KU |
| 3. maj                   | Ølbrygning (til slut nyt om Mars-missionen)                | Birgitte Skadhauge, forskningsdirektør ved Carlsberg Group Research Laboratory Kjartan Kinch, lektor ved Astrofysik og Planetforskning, Niels Bohr Institutet, KU |
| 10. maj                  | Kemoterapi                                                 | Claus Vesterheden, patient Michael Borre, dr.med., lærestolsprofessor og overlæge ved Urinvejskirurgisk Afdeling, Aarhus Universitetshospital Lise Nørgaard Bentzen, overlæge, klinisk lektor ved Institut for Klinisk Medicin, Aarhus Universitetshospital                                                                                                  |
| 17. maj                  | Teenager i en coronatid (til slut nyt om Mars-missionen)   | Martha, elev i 8. klasse Elmer, elev i 8. klasse Fie Hørby, familieterapeut ved Blackbird Institute Jens Frydenvang, adjunkt ved Center for Star and Planet Formation, KU |
| 31. maj                  | Hygiejne i sundhedsvæsnet (til slut nyt om Mars-missionen) | Marco Bo Hansen, læge, ph.d., lægefaglig direktør for Sani nudge Morten Münster, adfærdsforsker Morten Bo Madsen, Mars-forsker |
| 7. juni (Afsnit nr. 400) | Peter Ludvig Panum (til slut nyt om Mars-missionen)        | René Flamsholt Christensen, pensioneret læge Kjartan Kinch, lektor ved Astrofysik og Planetforskning, Niels Bohr Institutet, KU |
| 14. juni                 | Sønderhoning                                               | Tove de Fries, spillemand og musiklærer Markus Floris, spillemand Kre Thygesen, danser og sanger Mette Nørby Jensen, tilflytter og danser |
| 21. juni                 | Vaccineprogrammet (til slut nyt om Mars-missionen)         | Hanne Dorthe Sørensen, fungerende leder af vaccinationscentrene i Region Hovedstaden Kell Kåre Sørensen, assisterende leder i Øksnehallen i København Annemarie Hartvig Jensen, farmaceut fra blanderummet i Øksnehallen i København Jens Frydenvang, adjunkt ved Center for Star and Planet Formation, KU                                                   |
| 28. juni                 | Migræne (til slut nyt om Mars-missionen)                   | Jes Olesen, modtager af The Brain Prize og professor i klinisk neurologi ved Institut for Klinisk Medicin, KU Thomas Folkmann Hansen, lektor og forskningsleder ved Dansk Hovedpinecenter, Rigshospitalet Glostrup Morten Bo Madsen, lektor ved Astrofysik og Planetforskning, Niels Bohr Institutet, KU                                                     |
| 5. juli                  | Hjernekassen på Hjemmebesøg 1:10                           | Signe (bipolar lidelse) |
| 10. juli                 | Hjernekassen på Hjemmebesøg 2:10                           | Mette (aspergers syndrom) |
| 12. juli                 | Hjernekassen på Hjemmebesøg 3:10                           | Christoffer (OCD) |
| 17. juli                 | Hjernekassen på Hjemmebesøg 4:10                           | Julie (genereliseret angst og sygdomsangst) |
| 19. juli                 | Hjernekassen på Hjemmebesøg 5:10                           | Martin (ADHD) |
| 24. juli                 | Hjernekassen på Hjemmebesøg 6:10                           | Michael (paranoid skizofreni) |
| 26. juli                 | Hjernekassen på Hjemmebesøg 7:10                           | Jesper (alkoholisme) |
| 31. juli                 | Hjernekassen på Hjemmebesøg 8:10                           | Jacob (PTSD) |
| 2. august                | Hjernekassen på Hjemmebesøg 9:10                           | Sofie (spiseforstyrrelse) |
| 7. august                | Hjernekassen på Hjemmebesøg 10:10                          | Helene (bipolar lidelse) |
| 9. august                | International hygiejne (til slut nyt om Mars-missionen)    | Erland Damgaard Jensen, pensionist Jette Holt, hygiejnesygeplejerske ved Central Enhed for Infektionshygiejne, Statens Serum Institut Kjartan Kinch, lektor ved Astrofysik og Planetforskning, Niels Bohr Institutet, KU |
| 16. august               | Slotsejere                                                 | Susanne og Rudolph von Platen-Hallermund, ejere af Visborggaard Slot ved Mariagerfjord i Nordjylland |
| 23. august               | Moderne rumfart                                            | John Leif Jørgensen, professor ved DTU Space Jakob Lange, arkitekt ved Bjarke Ingels Group (BIG) |
| 30. august               | Katastrofer                                                | Kristian Cedervall Lauta, professor i retsvidenskab ved Det Juridiske Fakultet (Københavns Universitet) |
| 6. september             | Jagt                                                       | Jan Joensen, jagtekspert og ejer af natur- og jagtejendommen Størlingegård Kim Jørgensen, jagtekspert |
| 13. september            | Botanik (studiet af planter)                               | Michael Broberg Palmgren, Institut for Plante- og Miljøvidenskab, Københavns Universitet. |
| 20. september            | Mobning                                                    | Morten Krøgholt, producer Lars Stilling Netteberg, antimobbekonsulent Fie Hørby, familieterapeut, Blackbird Institut Anja Cetti Andersen, professor, fortæller sidst i udsendelsen om sin Mars-forskning. |
| 27. september            | Abehjerner                                                 | Mads Frost Bertelsen, dyrlæge, direktør i Zoologisk Have København og adjungeret professor ved Københavns Universitet. |
| 4. oktober               | Vexillologi (studiet af flag)                              | Anton Pihl, museumsinspektør ved Greve Museum og formand for Nordisk Flagselskab. |
| 11. oktober              | Cykelsport                                                 | Jesper Skibby, tidligere professionel cykelrytter Elisabeth Skibby, hans 15-årig datter Katrine Dahl Bjørnholm, fritidscykelrytter |
| 18. oktober              | Vejvrede                                                   | Adrian Lloyd Hughes, journalist Mette Møller, psykolog og leder af Transportpsykologisk sektion på DTU Management Morten Krøgholt, producer |
| 25. oktober              | Diamanter                                                  | Sidsel Dalby Glerup, diamanthandler og gemmolog Kristoffer Szilas, lektor, Institut for Geovidenskab og Naturforvaltning, Københavns Universitet, Chris Pedersen, journalist, Dagbladet Børsen |
| 1. november              | Hvad er geologi?                                           | Minik Rosing, professor, Københavns Universitet |
| 8. november              | Fregatten Peder Skram                                      | Gustav Lang, tidligere kommandør og nuværende leder af Skibene på Holmen Kjartan Kinch, lektor, Astrofysik og Planetforskning, Niels Bohr Institutet |
| 15. november             | Læge i Grønland - Ilulissat Sygehus                        | Peter Vedsted, ledende regionslæge Marianne Thastum Vedsted, regionslæge Karoline Haarup Niebuhr, praktikant, stud. med. |
| 22. november             | Romerriget                                                 | Sine Grove Saxkjær, ph.d., postdoc, Institut for Kultur og Samfund - Centre for Urban Network Evolutions, Aarhus Universitet Tønnes Bekker-Nielsen, lektor, dr.phil., Institut for Historie, Syddansk Universitet Carsten Hjort Lange, lektor, dr.phil., ph.d., Institut for Politik og Samfund, Aalborg Universitet                                         |
| 29. november             | Nobel-metrik                                               | Liselotte Jauffred, lektor, Niels Bohr Institutet, Københavns Universitet Rasmus Bjørk, professor, Institut for Energikonvertering og -Lagring, DTU |
| 6. december              | Skovdrift                                                  | Thomas Nord-Larsen, seniorforsker, Skov, Natur og Biomasse, Institut for Geovidenskab og Naturforvaltning, Københavns Universitet Anders Tærø Nielsen, adjunkt, Skov, Natur og Biomasse, Institut for Geovidenskab og Naturforvaltning, Københavns Universitet Palle Madsen, seniorforsker, ph.d., InNovaSilva ApS                                           |
| 13. december             | Filosofi                                                   | Benjamin Christensen, filosof, Institut for Kultur og Samfund, Afdeling for Filosofi og Idéhistorie, Aarhus Universitet Jacob Busch, filosof, Institut for Kultur og Samfund, Afdeling for Filosofi og Idéhistorie, Aarhus Universitet |
| 20. december             | Jul                                                        | Poul Nesgaard "Julepersonen" |
| 27. december             | Våben                                                      | Jens Ulrik Høgh, jæger og skribent på Mit Jagtblad Iben Yde, jurist og adjunkt ved Institut for Militær Teknologi, Forsvarsakademiet |

### 2022
| Først sendt   | Emne                             | Eksperter |
| ------------- | -------------------------------- | --- |
| 4. januar     | Slanger                          | Andreas Hougaard Laustsen-Kiel, professor, DTU Claus Thomsen, Krybdyrinternatet Mads Frost Bertelsen, dyrlæge, zoologisk direktør i Zoologisk Have København og adjungeret professor ved Københavns Universitet |
| 11. januar    | Videnskabernes Selskab           | Mogens Høgh Jensen, professor på Niels Bohr-institutet og tidligere præsident for Videnskabernes Selskab Marie-Louise Bech Nosch præsident for Videnskabernes Selskab Karen Vallgårda, formand for Det Unge Akademi |
| 18. januar    | Historiefortælling               | Tom Buk-Swienty |
| 25. januar    | Druk i gymnasiet                 | Mette Kynemund, rektor på Virum Gymnasium Thomas Jørgensen, rektor på Borupgaard Gymnasium Henrik Nevers, rektor på Roskilde Gymnasium og formand for Danske Gymnasier |
| 1. februar    | Ledelse                          | Jakob Rømer Barfod, major, master, Institut for Ledelse og Organisation, Forsvarsakademiet Gregers Wedell-Wedellsborg, administrerende direktør, Matas A/S Helle Børglum, ledelses- og organisationsrådgiver, Børglum Kompetence |
| 8. februar    | Fødselsdepression                | Karen Thaysen Rørbech, mor til to små børn Jette LaBianca, speciallæge i psykiatri |
| 15. februar   | Romantiske film                  | Mette Kramer, ekstern lektor, Institut for Kommunikation, Københavns Universitet Torben Grodal, professor emeritus, Film og Medievidenskab, Københavns Universitet |
| 22. februar   | Bæredygtigt byggeri              | Pernille Krogh Ohms, phd-studerende, DTU Mia Heide, erhvervs-ph.d.-studerende, Niras A/S og DTU-management Lise Hvid Horup Sørensen, erhvervs-ph.d.-studerende, Rambøll og DTU |
| 1. marts      | Rum, tid og afstand              | Anja Cetti Andersen, professor, Niels Bohr Institutet, Københavns Universitet Michael Linden-Vørnle, astrofysiker, Institut for Rumforskning og Rumteknologi, DTU Space |
| 8. marts      | Politiske ungdomsorganisationer  | Cecilia Zade Iseni læser international business and politics på CBS, er næstformand i Konservativ Ungdom og skal være FN-ungdomsdelegat for organisationen Dansk Ungdoms Fællesråd. Sofie Lippert Troelsen læser matematik på Københavns Universitet, er tidligere forkvinde i SF Ungdom og har planer om at stille op til folketingsvalget. Thomas Bæk Kristensen, cand.mag. i filosofi har i fem år været aktiv i studenterpolitik, bl.a. i Studenterrådet ved Københavns Universitet og Dansk Magisterforening Studerende. |
| 15. marts     | Danske opfindelser               | Sofie Maria Brand, forfatter Michael Mølhede Loving, opfinder |
| 22. marts     | Inkaer                           | Inge Schjellerup, seniorforsker ved Nationalmuseet |
| 29. marts     | Standarder                       | Majbritt Agger, afdelingschef, Dansk Standard Anne Holm Sjøberg, afdelingschef, Dansk Standard |
| 5. april      | Internationale studerende        | Sigrun Schaumburg-Müller, international koordinator i Studenterhus Aarhus Marie-Catherine Virginie Le Gall, udvekslingsstudent fra Frankrig Jiayuan Ada Zhou, udvekslingsstudent fra Kina |
| 19. april     | Mændene på Livø                  | Maria Clement Hagstrup, museumsinspektør ved Vesthimmerlands Museum Poul Duedahl, professor ved Institut for Politik og Samfund, Aalborg Universitet |
| 26. april     | Grisen                           | Josefine Adler Vinfeldt, økofarmer Jeppe Bloch Nielsen, formand for Danske Svineproducenter Kirstin Dahl-Pedersen, dyrlæge, adjunkt, Universitetshospitalet for Store Husdyr, Københavns Universitet |
| 3. maj        | Færøerne                         | Rodmundur Nielsen, færing Janus Knudsen, færing Live musik af Lena Andersen og Niclas Johannesen |
| 10. maj       | Menneskets oprindelse            | Peter K.A. Jensen, forfatter, tidligere overlæge |
| 17. maj       | The Brain Prize 2022             | Ole Kiehn, professor, Institut for Neurovidenskab, Københavns Universitet, og Karolinska Institutet, Solna i Sverige |
| 24. maj       | Kaffe                            | Kian Lindblad Hickman, barista, barchef i Coffee Collective Torvehallerne Kjeld Hermansen, professor ved Afdeling for Diabetes og Hormonsygdomme, Aarhus Universitet, medlem af Vidensråd for Forebyggelse |
| 31. maj       | Teknostress                      | Raluca Alexandra Stana, adjunkt, Institut for Mennesker og Teknologi, Roskilde Universitet |
| 7. juni       | Ronald Wilson Reagan (1911-2004) | Søren Pind, Bestyrelsesformand i Danish Cyber Defence og formand for Det Danske Ronald Reagan-selskab |
| 14. juni      | Skadedyr                         | Kenneth Veland Halberg, forskningslektor, Biologisk Institut, Københavns Universitet Rune Barslund, Arctic Systems |
| 21. juni      | Tilfældige opdagelser?           | Mogens Høgh Jensen, professor ved Niels Bohr Institutet, Københavns Universitet, og tidligere præsident i Videnskabernes Selskab |
| 28. juni      | Ejnar Mikkelsen (1880-1971)      | Naja Mikkelsen, polarforsker Peter Flinth, filminstruktør |
| 9. august     | Kidnappet                        | Niels Frantzen, tidligere gidsel og gartner Asta Sofie Bay Frantzen, datter Jens Serup, gidselforhandler, direktør og ejer af Guardian Security Risk Management |
| 16. august    | Parasitter                       | Eline Palm Meldgaard, biolog, ph.d. |
| 23. august    | Dr. Skyd                         | Lise Wied Kirkegaard, forfatter, jurist, master i professionel kommunikation Carsten Grøndahl, chefdyrlæge i Zoologisk Have Annika Normann, konservator |
| 30. august    | Kokke                            | Martin Bank Rasmussen, kokkefaglærer, Syddansk Erhvervsskole i Vejle Sofie Scheffel Skriver, kok, Formel B Jens-Rasmus Downes-Rasmussen, køkkenchef, Comwell Nordhavn |
| 6. september  | Fugle                            | Egon Østergaard, formand for Dansk Ornitologisk Forening Nané Køllgaard Pedersen, landskabsarkitekt, ph.d. i skov- og landskabsøkologi |
| 13. september | Komponister                      | Morten Krøgholt, producer Louise Alenius, komponerer klassisk musik bl.a. til ballet og opera Marie Key, skriver pop- og jazzsange Peter Vuust, professor ved Det Jyske Musikkonservatorium, leder af Danmarks Grundforskningsfonds Center for Music in the Brain og jazzbassist, komponist og orkesterleder |
| 20. september | Høremiraklet                     | Bjarke Edholm, overlæge, Audiologisk Klinik, Aarhus Universitetshospital René Kongedam, hørespecialist, Cochlear Denmark Stella Dyrberg, direktør, Decibel. |
| 27. september | Alger                            | Johan Andersen-Ranberg, adjunkt og leder af algebiosyntese gruppen, Institut for Plante og Miljøvidenskab, Københavns Universitet |
| 4. oktober    | Søvn                             | Nikolaj Kjær Høier, forsker ved Dansk Forskningsinstitut for Selvmordsforebyggelse (DRISP), Psykiatrisk Center København Birgitte Rahbek Kornum, lektor ved Institut for Neurovidenskab, Københavns Universitet |
| 11. oktober   | Jazz                             | Niels Lan Doky, jazzpianist Cim Meyer, redaktør på magasinet Jazz Special Kjeld Lauritsen, jazzorganist |
| 18. oktober   | Runer                            | Lisbeth Imer, runolog Anders Lundt Hansen, historiker Niels Roland, tegner |
| 25. oktober   | Frivillighed                     | Dorthe Hove Olesen, vicedirektør i Roskilde Festival Klaus Nørskov, kommunikationschef i Røde Kors |
| 1. november   | Forbryderhjerner                 | Tine Wøbbe, chefpsykolog ved Psykiatrisk Center Sct. Hans og ekstern lektor ved Københavns Universitet Mette Brandt-Christensen, speciallæge i psykiatri, ph.d. og overlæge på Retspsykiatrisk Afdeling R, Center Sct. Hans Bent Isager-Nielsen, tidligere drabschef og chef for Rejseholdet |
| 8. november   | Råstoffer og innovation          | Kristoffer Szilas, lekor, Institut for Geovidenskab og Naturforvaltning, Københavns Universitet Lars Tvede, investor |
| 15. november  | Hygiejnetal                      | Jette Holt, hygiejnesygeplejerske, Central Enhed for Infektionshygiejne, Statens Serum Institut |
| 22. november  | Menneskedyrets selvtæmning       | Thomas Thaulov Raab, forfatter, mag.art. |
| 29. november  | Epilepsi                         | Caroline Fonnesbech-Wulff Estrup, psykologistuderende som har været patient på epilepsihospitalet Filadelfia Jens-Otto Skovgaard Jeppesen, administrerende direktør, Filadelfia Rikke Steensbjerre Møller, professor i genetik der arbejder på Filadelfia |
| 6. december   | Tegnsprog                        | Janne Boye Niemelä, faglig leder, Afdeling for Dansk Tegnsprog, Dansk Sprognævn, og hendes tolk Emilie Jesper Dammeyer, lektor, Institut for Psykologi, Københavns Universitet Elisabeth Engberg-Pedersen, professor, Institut for Nordiske Studier og Sprogvidenskab, Københavns Universitet. |
| 13. december  | Krybdyrhjerner                   | Modig Lund Madsen, ejer af en halvanden meter lang kornsnog Mads Frost Bertelsen, dyrlæge, zoologisk direktør i Zoologisk Have København og adjungeret professor ved Københavns Universitet Jonas Caspersen, ledende dyrepasser, Terrariet Reptile Zoo i Vissenbjerg på Fyn |
| 20. december  | Julepersonen                     | Poul Nesgaard Cecilie Frøkjær Anders Lund Madsen Julepersonen / Fader Frost |
| 27. december  | Grøn stær                        | Miriam Kolko, professor i translationel øjenforskning og overlæge i øjensygdomme Knud Romer, forfatter og grøn stær-patient |

### 2023
| Først sendt   | Emne                         | Eksperter |
| ------------- | ---------------------------- | --- |
| 3. januar     | Partnerdrab                  | Niels Frank, forfatter |
| 10. januar    | Godt nyt                     | Ulrik Haagerup, journalist og direktør for Constructive Institute Jørgen Steen Nielsen |
| 17. januar    | Smugleri                     | Niels Valdersdorf Jensen, afdelingsleder, Svendborg Museum Frederik Strand, museumsleder, Politimuseet |
| 24. januar    | Konfliktzoner                | Kristian Mouritzen Jens Serup |
| 31. januar    | Kampvogne                    | Bjarke Volshøj, chefsergent, Panserbataljonen Jydske Dragonregiment (JDR) Kim Brix Fonseca, næstkommanderende Thomas Antonsen, forfatter                                                                                                   |
| 7. februar    | Natarbejde                   | Johnni Hansen, seniorforsker ved Kræftens Bekæmpelses Forskningscenter Anne Helene Garde, professor MSO, cand.scient., ph.d. fra National Forskningscenter for Arbejdsmiljø Paula Hammer, speciallæge, ph.d. ansat ved Bispebjerg Hospital |
| 14. februar   | Handicapforældre             | Birgitte Sølvstein, psykolog Pernille Baungaard, mor til en pige med en medfødt hjerneskade |
| 21. februar   | Klikkemi                     | Morten Meldal, professor i kemi på Københavns Universitet og modtager af Nobelprisen i kemi 2022 |
| 28. februar   | Selvmord                     | Annette Erlangsen, seniorforsker og programleder, Dansk Forskningsinstitut for Selvmordsforebyggelse (DRISP) |
| 7. marts      | Kræftskyld                   | Maren Weischer, læge, ph.d og kræftforsker |
| 14. marts     | Det uendelige univers        | Albert Sneppen, cand.scient., The Cosmic Dawn Center, Niels Bohr Institutet, Københavns Universitet |
| 21. marts     | Dr. Død                      | Iben Margrete Thomsen |
| 28. marts     | Håndværker                   | Else Lücking Ole Heinager |
| 4. april      | Stemmehøring                 | Christian Vøhtz, speciallæge i almen medicin Erik Sandsten |
| 11. april     | Hukummelse gennemlivet       | Gunhild Waldemar Peter Krøjgaard Thomas Thaulov Raab, hjerneforsker |
| 18. april     | Violin                       | Mette Smidl, violinist Ola Hvamstad, violinbygger Matthias Beimdiek, violinbygger |
| 25. april     | Myrehjerne                   | Jacobus Jan Boomsma Rasmus Stenbak Larsen |
| 2. maj        | Nordisk socialisme           | Pelle Dragsted, folketingsmedlem for Enhedslisten |
| 9. maj        | Afhøringsteknik              | Kristina Kepinska Jakobsen, psykolog og lektor på Politihøgskolen i Oslo Bent Isager-Nielsen, forhåndværende drabschef i Rejseholdet |
| 16. maj       | Justitsfejl                  | Kristina Kepinska Jakobsen, psykolog og lektor på Politihøgskolen i Oslo Bent Isager-Nielsen, forhåndværende drabschef i Rejseholdet |
| 23. maj       | Pårørende til hjerneskadet   | Marianne Rolin Annette Sørensen |
| 30. maj       | Mistrivsel hos børn og unge  | Jeppe Plesner Nina Tejs Jørring Per Hove Thomsen |
| 6. juni       | Hospice                      | Sidsel Kjær Ragnhild Rabjerg Bente Bramming |
| 13. juni      | Et liv efter psykiatrien     | Kirstine Harpelunde Mikkelsen (for anden gang i hjernekassen) |
| 20. juni      | Politijagt                   | Vlado Lentz, politibetjent |
| 27. juni      | Historien om menneskehjernen | Peter Lund Madsen Thomas Thaulov Raab |
| 8. august     | Hvad siger stemmerne         | Michael Cidlik Sarah Fuglsang Trevor Eyles |
| 15. august    | ADHD                         | Jakob Ørnberg Pernille Darling Rasmussen Jeppe Plesner |
| 22. august    | Fodbold                      | Jes Buster Madsen |
| 29. august    | Jorden før mennesket         | Jesper Milàn Lars Stemmerik |
| 5. september  | Det danske vejr er...        | Jesper Eriksen Eigil Kaas |
| 12. september | Diagnoser i ungdommen        | Freja Sangild Boysen |
| 19. september | Birthe Kjær                  | Birthe Kjær |
| 26. september | Jordens indre                | Klaus Mosegaard Christian Tegner |
| 3. oktober    | Børn og unge med depression  | Maj Vinberg, overlæge, professor, Psykiatrisk Center Nordsjælland, Region Hovedstadens Psykiatri, Institut for Klinisk Medicin Jeppe Plesner, speciallæge i børne- og ungdomspsykiatri, Atlas Psykiatrisk Klinik.                          |
| 10. oktober   | Stresssygemeldinger          | Birgitte Sølvstein, psykolog Maj Thorsen, privatpraktiserende socialrådgiver, debattør og foredragsholder |
| 17. oktober   | Planters udviklingshistorie  | Michael Broberg Palmgren, professor, Institut for Plante- og Miljøvidenskab, Københavns Universitet |
| 24. oktober   | Inge Lehmann (1888-1993)     | Lotte Kaa Andersen, forfatter Trine Dahl-Jensen, seismolog og seniorforsker, GEUS (De Nationale Geologiske Undersøgelser for Danmark og Grønland) Anne Lif Lund Jacobsen, arkivar og historiker, Statens Naturhistoriske Museum            |
| 31. oktober   | De tidligste skriftsprog     | Ulla Koch, assyriolog, Københavns Universitet |
| 7. november   | Livet på en ø                | Nina Rydahl Andersen, medejer af Motorfabrikken Marstal Peter Hansted, Ærø Kommunes borgmester |
| 14. november  | Advokat                      | René Offersen, advokat, offersen:christoffersen advokatfirma Andrew Hjuler Crichton, generalsekretær, Advokatsamfundet |
| 21. november  | Johnny Reimar                | Johnny Reimar, musiker, producer og entertainer |
| 28. november  | Skydning                     | Charlotte Jakobsen Kristian Pedersen |
| 5. december   | Opdagelsesrejsende           | Line Friis Frederiksen, opdagelsesrejsende og forfatter |
| 12. december  | Beredskabet                  | Dennis Henriksen Tim Ole Simonsen |
| 19. december  | Julemanden                   | Poul Nesgaard Cecilie Frøkjær Julemanden |
| 26. december  | Nationalbanken               | Signe Krogstrup, nationalbankdirektør Thomas Harr, vicedirektør i Nationalbanken |

### 2024
| Først sendt   | Emne                                 | Eksperter |
| ------------- | ------------------------------------ | --- |
| 2. januar     | Jellingstenene                       | Adam Bak, arkæolog og museumsinspektør |
| 9. januar     | Parkinsons sygdom                    | Anne-Mette Hejl, neurolog og overlæge Jette Oppelstrup, urmager og patient |
| 16. januar    | Arkæologi og formidling              | Pauline Asingh, arkæolog og udstillingsudvikler på Moesgaard Museum |
| 23. januar    | Joannahuset                          | Hanne Warming, sociolog og professor ved Roskilde Universitet Jette Wilhelmsen, socialrådgiver, leder og stifter af Joannahuset Amalie Georg Smistrup, socialfaglig og politisk medarbejder i Joannahuset                                                                         |
| 30. januar    | Neandertaler                         | Trine Kellberg Nielsen, arkæolog, lektor ved Aarhus Universitet og afdelingsleder på Moesgaard Museum |
| 6. februar    | Marinbiologi – akvariefisk           | Lars Skou Olsen, udstillingschef på Den Blå Planet |
| 13. februar   | Inflammatoriske tarmsygdomme         | Tine Jess, professor, Center for Molecular Prediction of Inflammatory Bowel Disease (PREDICT), Aalborg Universitet København |
| 20. februar   | Folkeskolelærer                      | Gordon Ørskov Madsen, formand i Danmarks Lærerforening Lars Bechager, lærer på Skolen på Islands Brygge Nina Dalgas, lærer på Skolen på La Cours Vej |
| 27. februar   | Retsarkæologi                        | Lars Krantsi, museumsinspektør på Moesgård Museum og retsarkæolog |
| 5. marts      | Krig i jernalderen                   | Xenia Pauli Jensen, seniorforsker på Moesgård Museum |
| 12. marts     | Fiskeri og trawl                     | Lars Skou Olsen, kurator på Den Blå Planet Peter Rask Møller, kurator og lektor på Statens Naturhistoriske Museum, Københavns Universitet |
| 19. marts     | Stroke                               | Christina Kruuse, professor på Afdeling for Hjerne- og Rygmarvsskader, Neurocentret, Rigshospitalet Birgitte Hysse Forchhammer, direktør i Hjernesagen |
| 26. marts     | Hybridskole                          | Mads Brinkmann Pedersen, rektor ved Struer Statsgymnasium |
| 2. april      | ALS                                  | Anna Friis-Hansen, speciallæge ved Neurologisk Afdeling, Bispebjerg Hospital Christian Valentin Krabbe, fysioterapeut Inger Belling Olsen, patient |
| 9. april      | Krig og fred                         | Carsten Rasmussen, pensioneret brigadegeneral i den danske hær |
| 16. april     | Skovbørnehave                        | Nina Farbmacher, pædagogisk leder og medejer af Skovbørnehaven Livet i Humlebæk Kira Ursem, administrativ leder af skovbørnehaven Jacob Gram Alsing, hvis barn bliver passet i skovbørnehaven                                                                                     |
| 23. april     | Filmens virkemidler                  | Martin Schmidt, filminstruktør og forfatter Christian Monggaard, film- og tv-redaktør på Dagbladet Information |
| 30. april     | Kunstig intelligens                  | Maja Bruun, lektor, Pædagogisk Antropologi, [[Aarhus Universitet Thomas Bolander, lektor, Danmarks Tekniske Universitet (DTU) |
| 7. maj        | Amagerdrengen                        | Brian Holm, cykelrytter |
| 14. maj       | Vandring                             | Dorthe Carlsen, direktør, Carlsen Com, og vandrer |
| 21. maj       | Undergrund og grundvand              | Søren Munch Kristensen, lektor, Institut for Geoscience, Aarhus Universitet Walter Brüsch, politisk rådgiver i Danmarks Naturfredningsforening Lars Krants, retsarkæolog og museumsinspektør ved Moesgaard Museum                                                                 |
| 28. maj       | Danmarks veteraner                   | Carsten Rasmussen, pensioneret brigadegeneral i den danske hær Mads Kjær, konstabel, billedkunstner |
| 4. juni       | Spækhugger                           | Marie Thusgaard Olsen, studerende og olympisk sejler Søren Due Olsen, pensioneret speciallæge og sejlsportsmand Jesper Andersen, praktiserende læge, formand i Spækhuggerklubben                                                                                                  |
| 11. juni      | Ergoterapi                           | Nanna Louise Kjær, cand.san.ergo., adjunkt ved Ergoterapeutuddannelsen UC SYD Helene Roager Jacobsen, ergoterapeutstuderende ved Ergoterapeutuddannelsen UC SYD Line Nørgaard Remmen, ph.d., adjunkt ved Ergoterapeutuddannelsen UC SYD                                           |
| 18. juni      | Grundtvigs psykiatriske udfordringer | Sune Auken, lektor ved Institut for Nordiske Studier og Sprogvidenskab, Københavns Universitet Jes Fabricius Møller, lektor ved Saxo-Instituttet, Københavns Universitet |
| 25. juni      | Grete Olsen                          | Maria Greibe Christensen, cand.mag., medicin- og kirurgihistoriker |
| 6. august     | Det gemte barn                       | Tove Udsholt, var som barn gemt i Danmark under besættelsen |
| 13. august    | Brand                                | Marcello Francati, brandteknisk rådgiver og projektleder ved Dansk Brand- og sikringsteknisk Institut (DBI) Gert Jakobsen, brandundersøger |
| 20. august    | Museum Nordsjælland                  | Julie Bouchet, museumsdirektør Esben Aasleff, afdelingsleder for arkæologi Anders Dalsager, arkivar og museumsinspektør |
| 27. august    | Hjernen og musik                     | Peter Vuust, jazzmusiker og komponist |
| 3. september  | Prompt engineering                   | Claus Nygaard, cand.merc. Henrik Moltke, viden- og tech-korrespondent på Prompt, DR Lyd |
| 10. september | Den praktiserende læge               | Christian Vøhtz, praktiserende læge, Lægerne Odensegade i Aarhus, og redaktør ved Månedsskrift for Almen Praksis Michele Saldo, praktiserende læge, Lægerne Lipkesgade i København                                                                                                |
| 17. september | Børn af indsatte                     | Elisabeth Toft Rasmussen, sekretariatsleder i SAVN Chelsea, 16 år, der er vokset op med en far, som i perioder har siddet i fængsel |
| 24. september | OCD                                  | Mads Millner Nielsen, koordinator i OCD-foreningen Stine Næsted, autoriseret psykolog, Praksis for Kognitiv Terapi |
| 1. oktober    | Novo Nordisk Fonden                  | Mads Krogsgaard Thomsen, administrerende direktør i Novo Nordisk Fonden |
| 8. oktober    | Spækhuggere                          | Hanne Strager, cand.scient. og udstillingschef, The Whale (Andenes Hvalcenter i Nordnorge) |
| 15. oktober   | De gemte børn                        | Tove Udsholt, var som barn gemt i Danmark under besættelsen Sofie Lene Bak, historiker ved Saxo-Instituttet, [[Københavns Universite99t |
| 22. oktober   | Tegneserietegner                     | Anna Laurine Kornum, kunstmaler, illustrator og tegneserieskaber |
| 29. oktober   | Forebyggelse                         | Ulla Toft, professor, ph.d., MSc Human Ernæring, afdelingschef ved Steno Diabetes Center Copenhagen samt Københavns Universitet |
| 5. november   | Børnebøger                           | Charlotte Lerche, redaktør, forfatter og bogrådgiver, TUR Forlag Alice Lodberg Madsen, førstegangsudgiver, tegner |
| 19. november  | Maraton                              | Kristina Schou Madsen, ultraløber og foredragsholder, KriXrun |
| 26. november  | Interdisciplinær forskning           | Jørgen Frøkiær, professor, overlæge, dr.med. ved Aarhus Universitetshospital Andreas Roepstorff, biolog, professor og centerdirektør ved Aarhus Institute of Advanced Studies |
| 3. december   | Det Sociale Netværk                  | Poul Nyrup Rasmussen, fhv. statsminister |
| 10. december  | TCI og minor stroke                  | Birgitte Hede Ebbesen, ledende neuropsykolog, ph.d., Fysio- og Ergoterapiafdelingen, Aalborg Universitetshospital Trine Okkerstrøm Ryttersgaard, Neurologisk Afdeling, Aalborg Universitetshospital læge Søren Bruno Elmgreen, Neurologisk Afdeling, Aalborg Universitetshospital |
| 17. december  | Jul                                  | Poul Nesgaard Cecilie Frøkjær Julemanden |
| 24. december  | Sorg                                 | Fie, der har oplevet en meget stor sorg Maja O'Connor, professor, leder af Enhed for Sorgforskning, Psykologisk Institut, Aarhus Universitet Preben Engelbrekt, direktør, Det Nationale Sorgcenter.                                                                               |
| 31. december  | Jødisk liv                           | Jair Melchior, overrabbiner, Det Jødiske Samfund i Danmark |

### 2025
| Først sendt | Emne                             | Eksperter |
| ----------- | -------------------------------- | --- |
| 7. januar   | Rock som kulturarv               | Flemming Madsen, forperson for Det Danske Rockakademi Morten Michelsen, professor, Institut for Kommunikation og Kultur - Musikvidenskab, Aarhus Universitet |
| 14. januar  | Spørge Jørgen og Lakserytteren   | Kristina Øland Iskov, YouTuber og vidensformidler Jørgen Bjørn Hansen, YouTuber og vidensformidler Rasmus Kolbe, CEO, CO-founder af Flimmer og YouTuber |
| 21. januar  | Hjerneforskning                  | Martin Lauritzen, professor, dr.med., Det Sundhedsvidenskabelige Fakultet, Københavns Universitet Albert Gjedde, professor emeritus, dr.med., Aarhus Universitet |
| 28. januar  | Kunsten og de syv sanser         | Martin Bigum, billedkunstner |
| 4. februar  | Ensomhed                         | Rikke Lund, professor ved Afdeling for Social Medicin, Institut for Folkesundhedsvidenskab, Københavns Universitet Christine E. Swane, kultursociolog, direktør, forskningsleder, Ensomme Gamles Værn |
| 11. februar | Skam                             | Krista Korsholm Bojesen, cand.psych. |
| 18. februar | Miljø-DNA                        | Eske Willerslev, professor, Centre for GeoGenetics, Københavns Universitet |
| 25. februar | Tegning                          | Jens Frederiksen, arkitekt og fotogrsf Helle Mie Hellesen, billedkunstner, studielektor ved Det Kongelige Akademi - Arkitektur, Design, Konservering Steen Ejlers, arkitekt, lektor emeritus ved Det Kongelige Akademi                                                                                                  |
| 4. marts    | Enzymer                          | Lone Dybdal Nilsson, kemiingeniør, Novonesis Kristian Bertel Rømer Mørkeberg Krogh, kemiingeniør, Novonesis |
| 11. marts   | Eksamensangst                    | Liza Marie Johnson, leder af Rådgivningen, Psykiatrifonden Malene Clemmensen, psykolog, ph.d., Studenterrådgivningen |
| 18. marts   | At møde verden på knallert       | Jakob Maagaard, eventyrer |
| 25. marts   | Autisme-mødre                    | Pernille Darling, speciallæge i psykiatri, ph.d., Region Sjælland ved Bakkehuset og Center for Evidensbaseret Psykiatri Birgitte Mølgård, psykomotorisk terapeut og pårørende forælder Dorthe Stieper, pårørendementor og -forælder, podcaster, forfatter og foredragsholder                                            |
| 1. april    | Aprilsnar                        | Caroline Nyvang, seniorforsker, Det Kongelige Bibliotek Tom Jensen, ansvarshavende chefredaktør, Berlingske |
| 8. april    | Fankultur                        | Thomas Høg Henriksen, stadionspeaker i Parken til F.C. Københavns kampe Sarah Agerklint, formand for fanklubben Brøndby Support Katinka Riess-Knudsen, leder af F.C. København Fan Clubs kontor |
| 15. april   | Hjernen og sociale medier        | Benjamin Rud Elberth, direktør og rådgiver, Elberth Kommunikation |
| 22. april   | Bioanalytiker                    | Cilia Maria Katharina Sindt, lektor ved Bioanalytikeruddannelsen, UC Syd Filis Cramer Necip, bioanalytikerunderviser, Afdelingen for Patologi, Rigshospitalet Henriette Lorenzen, lektor, Bioanalytikeruddannelsen, Institut for Teknologiske Uddannelser, Det Sundhedsfaglige Fakultet, Københavns Professionshøjskole |
| 29. april   | Unge og trafik                   | Jakob Bøving Arendt, administrerende direktør i Rådet for Sikker Trafik Christian Berthelsen, politiassistent ved Rigspolitiet |
| 6. maj      | Den autistiske hjerne på arbejde | Jens Romundstad også kendt som Biker Jens |
| 13. maj     | Kristendommen                    | Czeslaw Kozon, biskop, den katolske kirke Niels Peter Thisted, præst i den danske folkekirke Daniel Nørgaard, præst i Jesuiterordenen, den katolske kirke |
| 20. maj     | Revyhumor                        | Joy Maria Frederiksen, skuespiller Bodil Jørgensen, skuespiller Niels Olsen, skuespiller |
| 27. maj     | Viden, tro og død                | Sørine Gotfredsen, sognepræst, Jesuskirken i Valby |
| 3. juni     | Verdens bedste psykiatri?        | Merete Nordentoft, psykiater og forperson i Dansk Psykiatrisk Selskab |
| 10. juni    | GLP-1                            | Lotte Bjerre Knudsen, Chief Scientific Advisor, Novo Nordisk Lars Fogh Iversen, Senior Vice President, Novo Nordisk |
| 17. juni    | Psykiatriske diagnoser           | Ole Mors, cheflæge, lærestolsprofessor, Aarhus Universitetshospital Psykiatrien |
| 24. juni    | Psykiatri og somatik             | Charlotte Rask, ledende overlæge, professor, Ungdomspsykiatrisk Afdeling, Psykiatrien Region Midtjylland Leif Østergaard, overlæge, professor, Røntgen og Skanning samt Center for Funktionelt Integrativ Neurovidenskab, Aarhus Universitetshospital                                                                   |
| 5. august   | Fød flere børn, tak!             | Helene Kristine Holst, undersøgende journalist |